# バンクスマツ
バンクスマツ (Pinus banksiana)はマツ科マツ属の樹木である。

## 名前と分類
マツ科マツ属に属するマツ（松）の一種。マツ属の中では複維管束亜属に分類される。
以下の1種類のマツとの間に雑種が確認されており、比較的近縁であると考えられている。このほかにバージニアマツ (Pinus virginiana)、テーダマツ (P. taeda)、クロマツ (P. thunbergiana)との間で交雑したという報告もあるが、いずれも正確な確認が取れていない。
- コントルタマツ (ヨレハマツ) Pinus contorta

学名Pinus banksiana の種小名 banksiana はイギリスの著名な植物学者ジョゼフ・バンクス(Joseph Banks)に由来する。和名もこれに由来するバンクスマツが一般的。

## 分布
北米大陸北部、ロッキー山脈(Rocky Mountains)以東のカナダの広い範囲およびアメリカ合衆国北東部のミネソタ州 (Minnesota) からメイン州 (Maine) にかけての地域を原産地とする。カナダにおいては最も広い範囲に分布しているマツ。本種は広く分布しているが、連続して分布していない。カナダにおいてはオンタリオ州 (Ontario) でもっとも個体数が多く、アメリカではミネソタ州 (Minnesota)、ウィスコンシン州 (Wisconsin)、ミシガン州 (Michigan) 一帯に最大面積を持つ分布域がある。
分布域の東部では海洋性気候であるが、他は大陸性気候である。夏は暖かいというよりも涼しいくらいで冬はとても寒く、降水量は少ない。1月と7月の平均気温はそれぞれ、-30℃から-5℃と15℃から20℃ほどである。1年を通じての最高気温は30℃から38℃で、最低気温は-20℃から場所によっては-45℃にまで下がる。年間平均気温は-5℃から5℃である。分布域の北限は年間最高気温30℃の等温線とほぼ一緒である。分布域の北限は永久凍土地帯である。年間平均降水量は場所により250 mmから1400 mmであるが、400-900 mmの範囲に収まる場所が多い。このうち雨は150-650 mmである。降雪量は低いところで80 cm、高いところでは5 mに達するが、一般的には100-250 cmの範囲の場所が多い。夏場の乾燥は分布域の中南部や西部の一部では一般的である。霜が消えるのは地域によって4月下旬から7月上旬であり、最初に霜が降りるのは8月中旬から10月下旬である。このため霜の下りない期間は短いところで50日弱から長いところで半年ほどである。多くの場所は3カ月から4カ月程度の範囲に収まる。分布域の北西から南東にかけての地域では一般的に気温と降水量、霜が降りない期間は増加している。
生育地の土壌としては、とても乾燥して砂や砂利で構成されるような他の植物がとても生きていけないようなところでも生育できる。だが、本種が最も生長できるのは水はけのよい肥沃な砂地で、真夏には地下水面が地表から1 - 2 m程度のところにあるところである。アルカリ性の土壌は好まないが、根に菌根が形成されていれば石灰岩のようなアルカリ土壌でも生育する。
後述のように火災に適応したマツであり、火災の頻度が高いと条件が悪くとも優勢となりえる。火災が頻発していたカナダ南東部のある地域では、水はけの悪い粘土質の土壌が広がっているが本種は生育しており、特に栄養豊富な乾燥気味の場所では競合種のレジノーサマツ(Pinus resinosa)よりも優勢であるという。
コントルタマツと並び北米のマツとしては最も北に分布する種類である。コントルタマツの分布の中心はロッキー山脈よりも西側で、本種とはロッキー山脈近くの一部で分布域が重なる。前述のように両者は自然状態でも雑種を形成し、カナダのアルバータ州中部や北西部で見られるという。サスカチュワン州にもところどころではあるが分布しているという報告がある
後述のように木材生産用の樹種としてはあまり重要視されず、他国への積極的な移入は行われていない。日本では東北や北海道を中心とした比較的寒冷な場所の演習林、植物園や公園で少数の生体を見ることが出来る。

## 形態
成木の樹高は9-22 mと幅が大きい。条件が悪い場所では成長が悪く、低木並みのところもある。樹冠は不規則で、四方八方に枝を伸ばすことがしばしば見られる。樹皮は白っぽい灰色で鱗状に荒く裂ける。
二針葉マツ。針葉は2枚が束生する。葉の長さは2-4 cmとかなり短い。これはアカマツやクロマツはもとより、ヒメコマツ (P. parviflora Sieb. et Zucc., ゴヨウマツとも)の葉と比べても短くマツ属 (Pinus) ではなく、モミ属 (Abies) やツガ属 (Tsuga) のそれを思わせる。葉は僅かに湾曲しており、色は僅かに黄色みを帯びた緑色。
他のマツ同様、本種は雌雄同株であり雌花と雄花は同じ株に付く。卵型の雌花は樹冠の上の方の1年生、もしくは2年生の枝に形成される。雄花の樹冠の下の方の3年生の枝に形成される。

### 球果
球果と枝との接着は強固で、地上に落ちずに何年も樹上に残る。このために樹上には1年中たくさんの球果が付いていることが多い。球果をたくさん付けている点はリギダマツ (P. rigida) やコントルタマツ (P. contorta) など火災に適応した他のマツとよく似ている。特にコントルタマツとは分布域が一部重なり、形態的な特徴や球果が熱で開く点も似ている。葉の長さは本種の方が短い。球果についてはコントルタマツは凹凸が目立ち、本種の球果は滑らかな点に違いがある。
球果の大きさは3-5 cm で形は真っ直ぐなものから勾玉のように湾曲したものまで色々な形がある。小さい時には棘が付いているものの、離れやすく実が熟す前には大抵取れてしまう。1つの球果に入っている種子の数は15個から75個まで幅がある。強く湾曲している球果の中の種子の数は真っ直ぐなものに比べて少ない傾向がある。種子の発育不全は球果の形と関係があるという研究があり、内側に向かって湾曲している球果は外側に湾曲しているそれに比べて2倍の発育不全があるという。1つの球果の鱗片は平均80枚以上であるが、その中で種子を含むのは球果の先端の方の僅か1/3の鱗片だけである。球果および種子の量を左右する要因はたくさんある。受粉の時に雨だと結実が悪くなり、種子の数が減る。球果や種子の発育不全も原因になる。しかし、一番の損失は虫害を受けた結果の発育不全である。健全な球果であっても枝についている基部の方は発育不全の種子ばかりであり、小さな破片でしかない。球果と種はいくつかの指標でその良否を判断できる。具体的には球果の色、大きさ、乾燥重量と生体重量(fresh weight)、比重(specific gravity)、鱗片の色、種子の色、種子の中の幼芽(embryo)の長さなどがあり、これらの情報から種子の成熟具合を決めることが出来る。ウィスコンシン州北東部において球果と種子の成熟具合を示す最も優れた指標となるのは球果の色であり、75%が茶色で鱗片の内側は赤みを帯びた茶色、種子は暗褐色もしくは黒色で球果の含水率は生体重量(fresh weight)で45%以内のものが望ましいとされる。これらの球果と種子の成熟指標が現れるのはリスが種子を集め始める9月上旬とほぼ一致している。良い球果の比重は成熟後しばらくは1よりも大きく、最短でも2月頃までは1よりは小さくならない。このために水選は本種の球果と種子を判定する方法としては不適である。

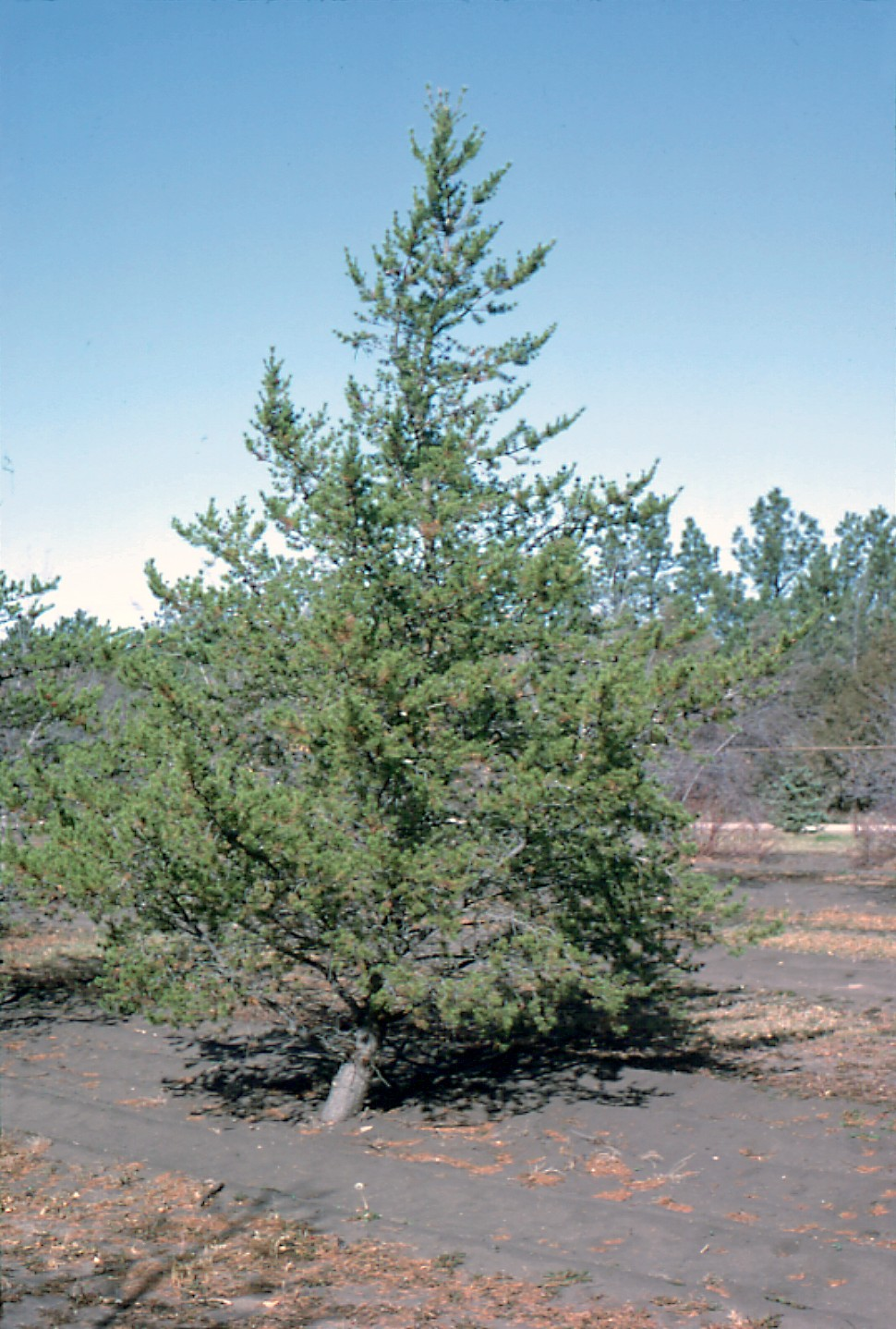
樹形
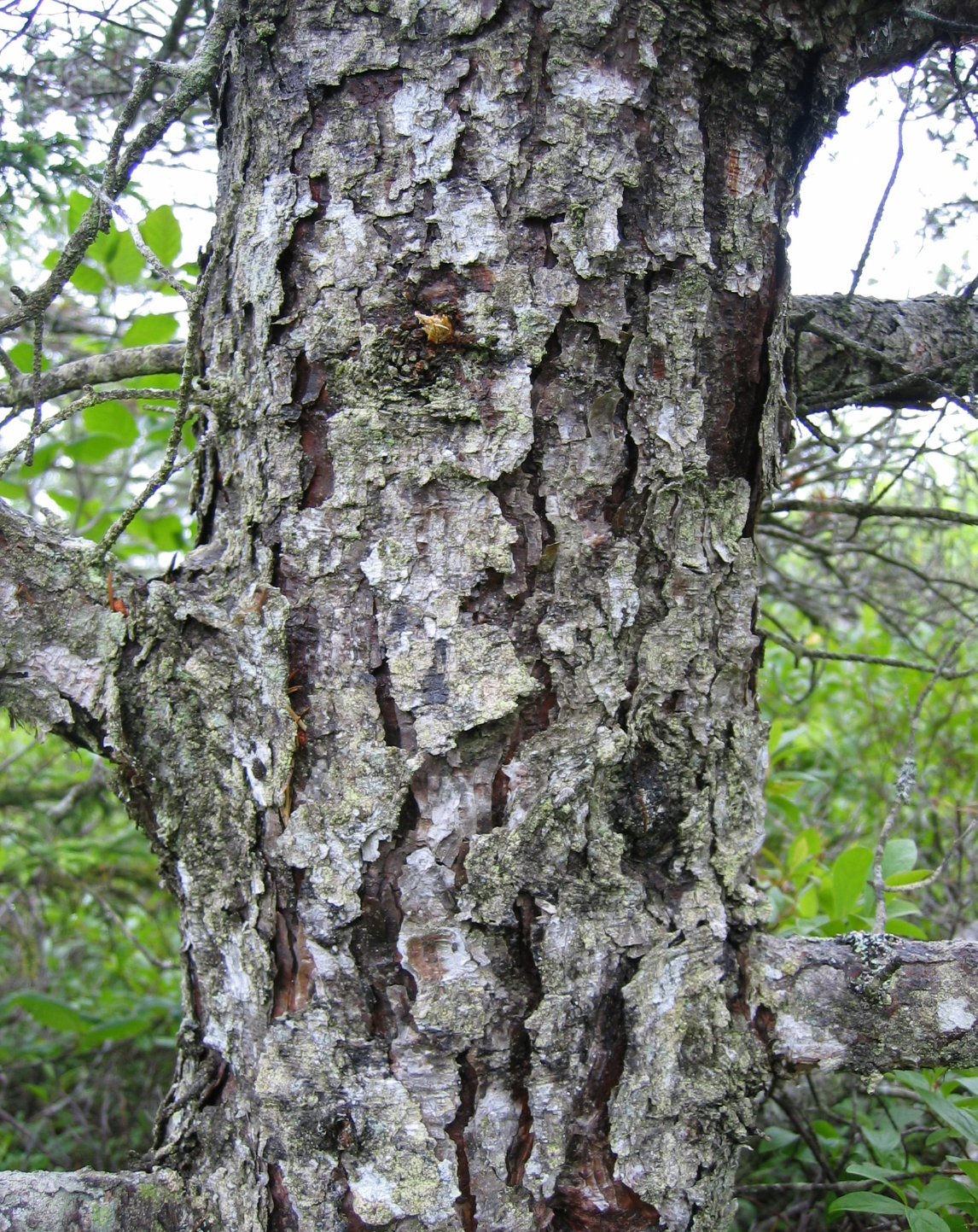
樹皮は白っぽい灰色で荒くうろこ状に裂ける。ただし色は個体による変異が大きい
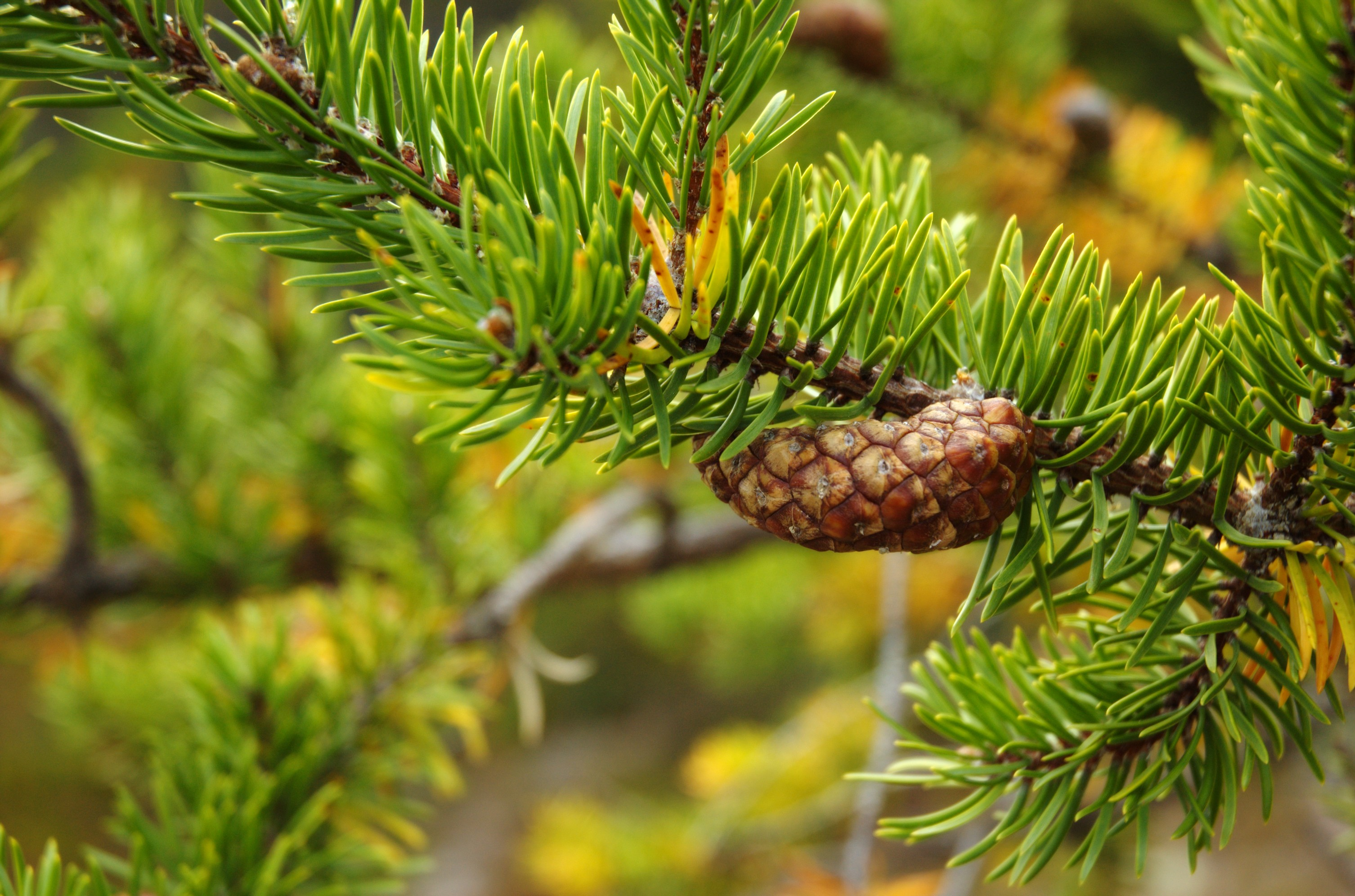
葉は短く太くモミやツガを連想させる形である
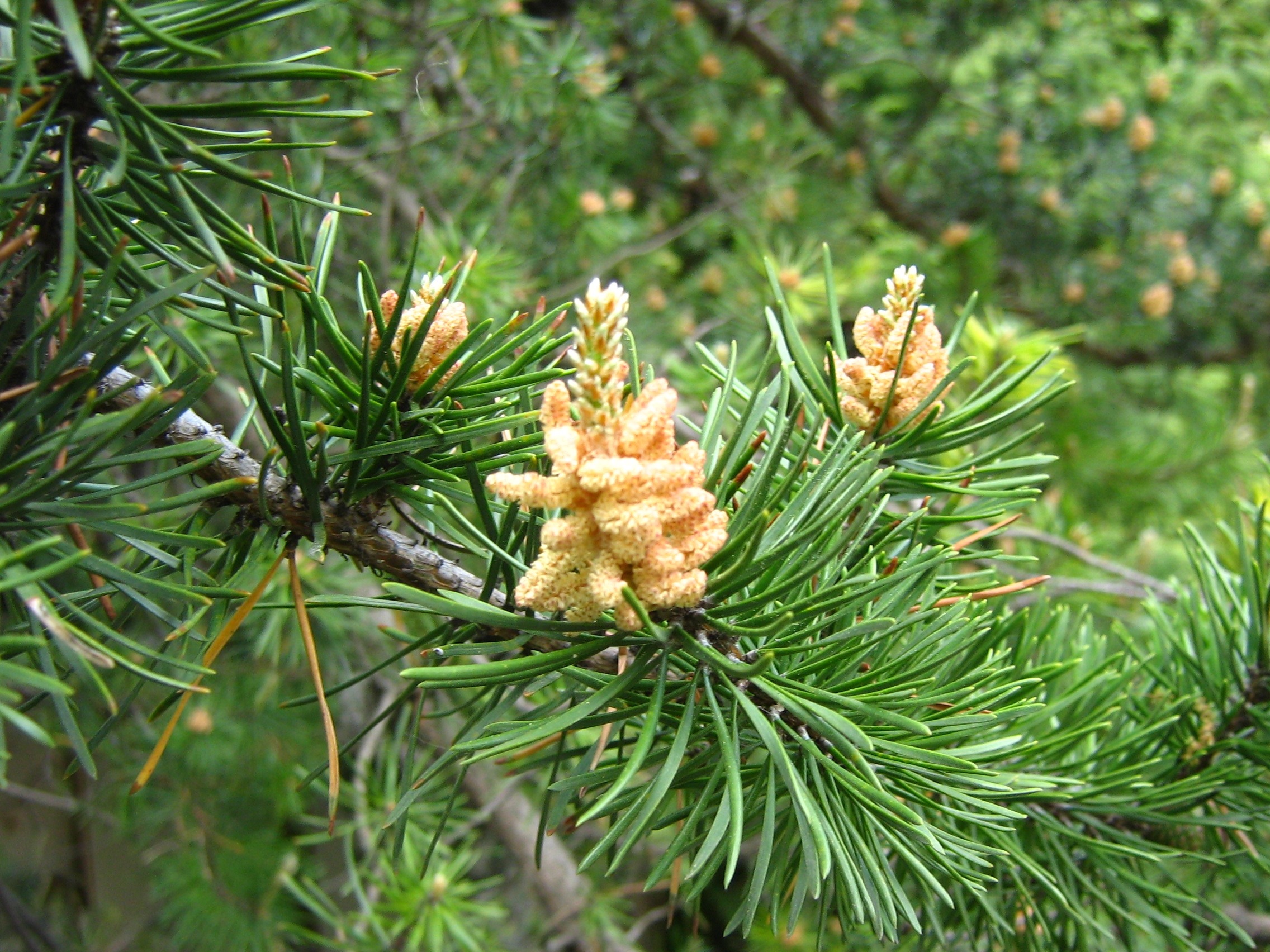
雄花
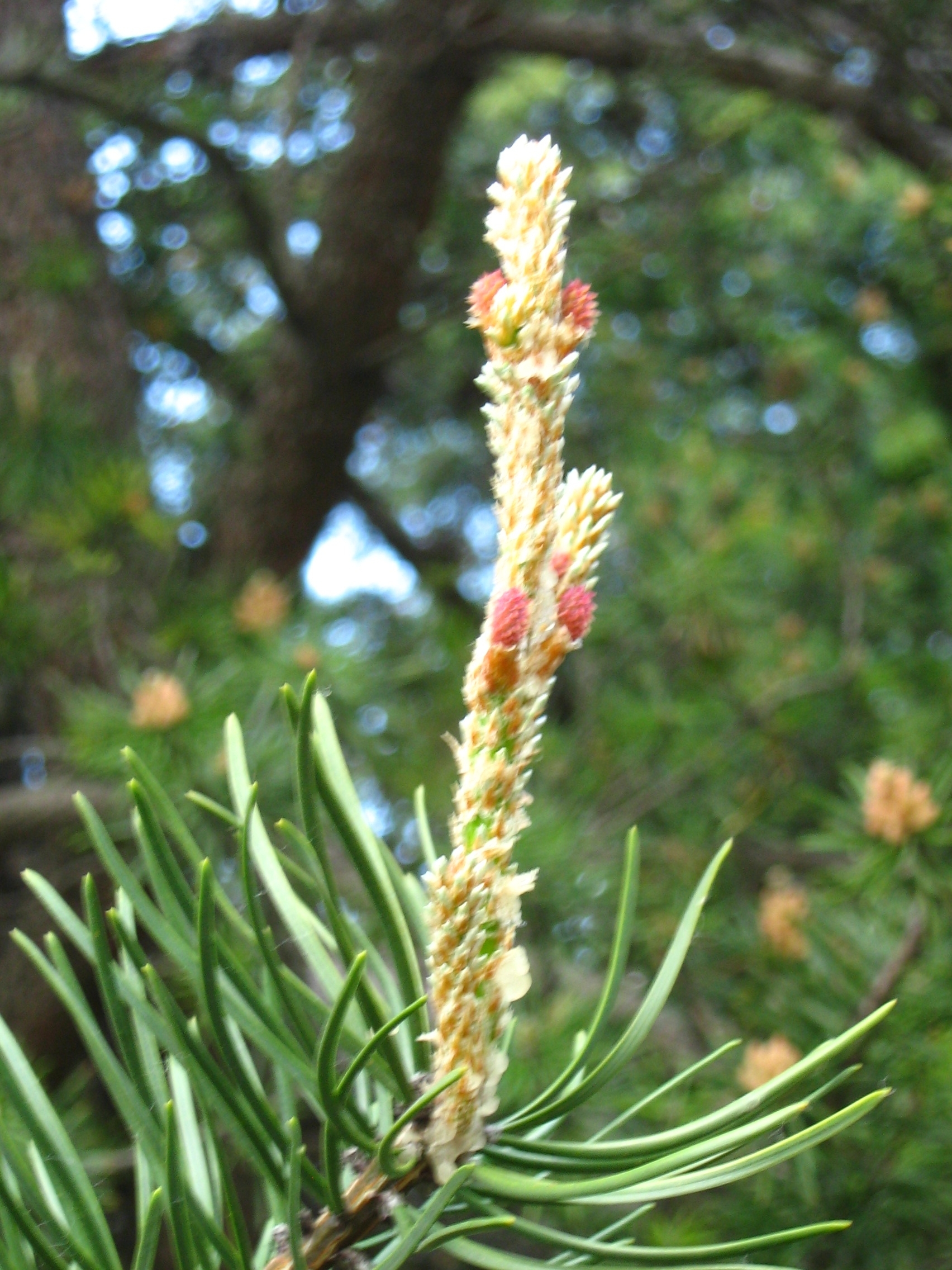
雌花
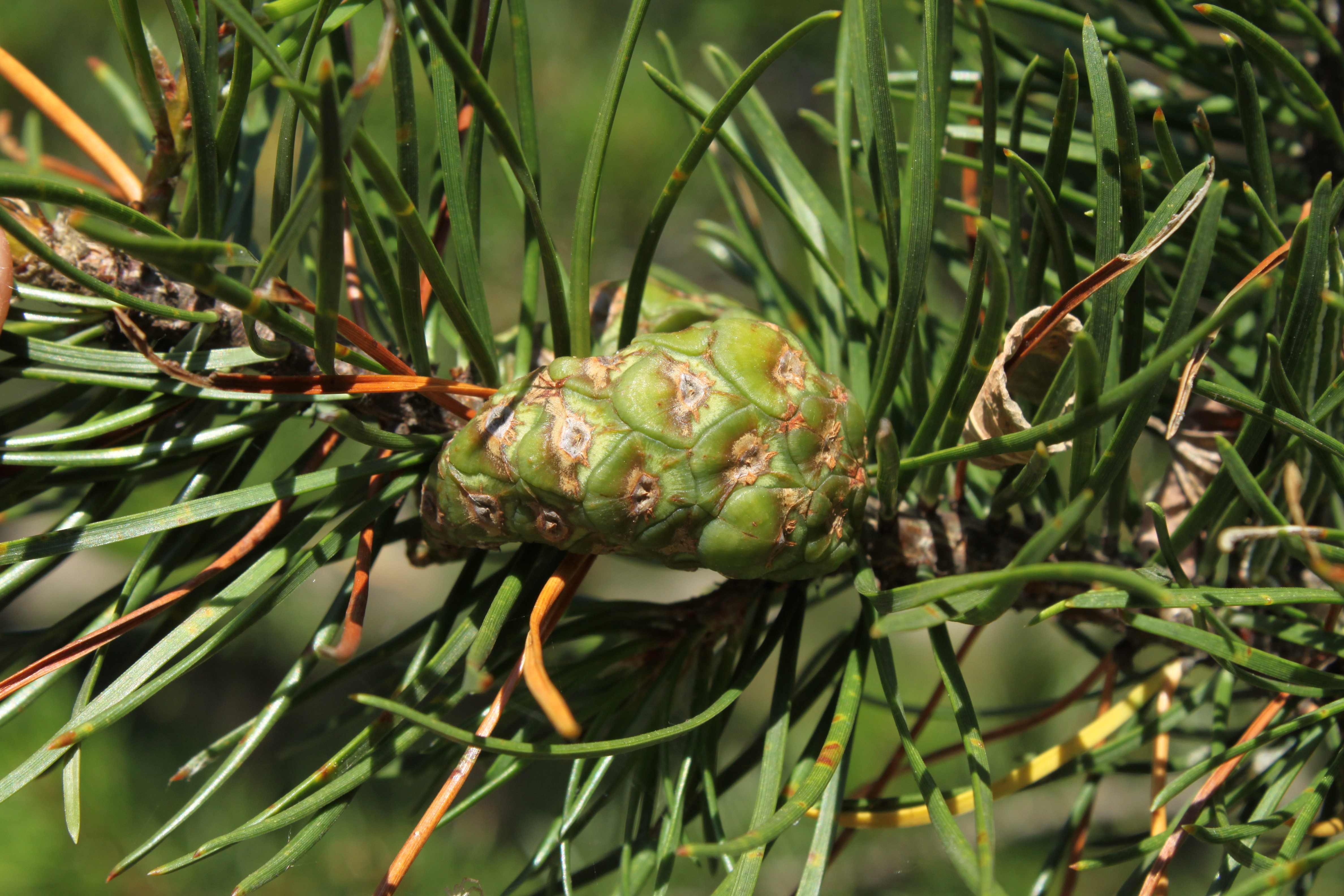
若い球果 (松かさ)
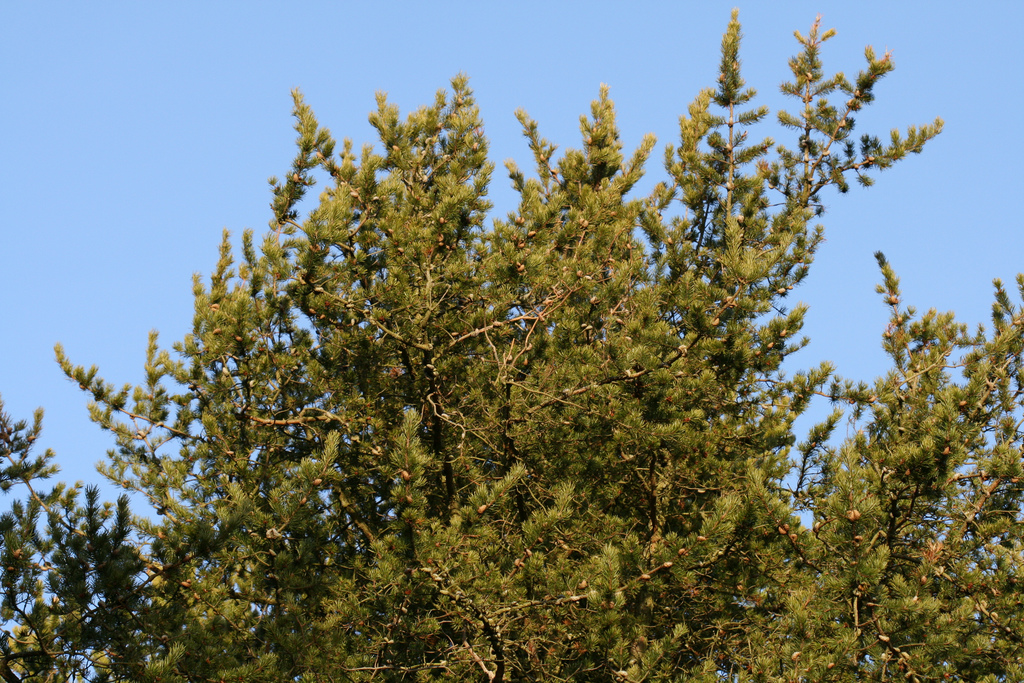
大量の球果を付けている樹冠部分

## 生態

### 生活環

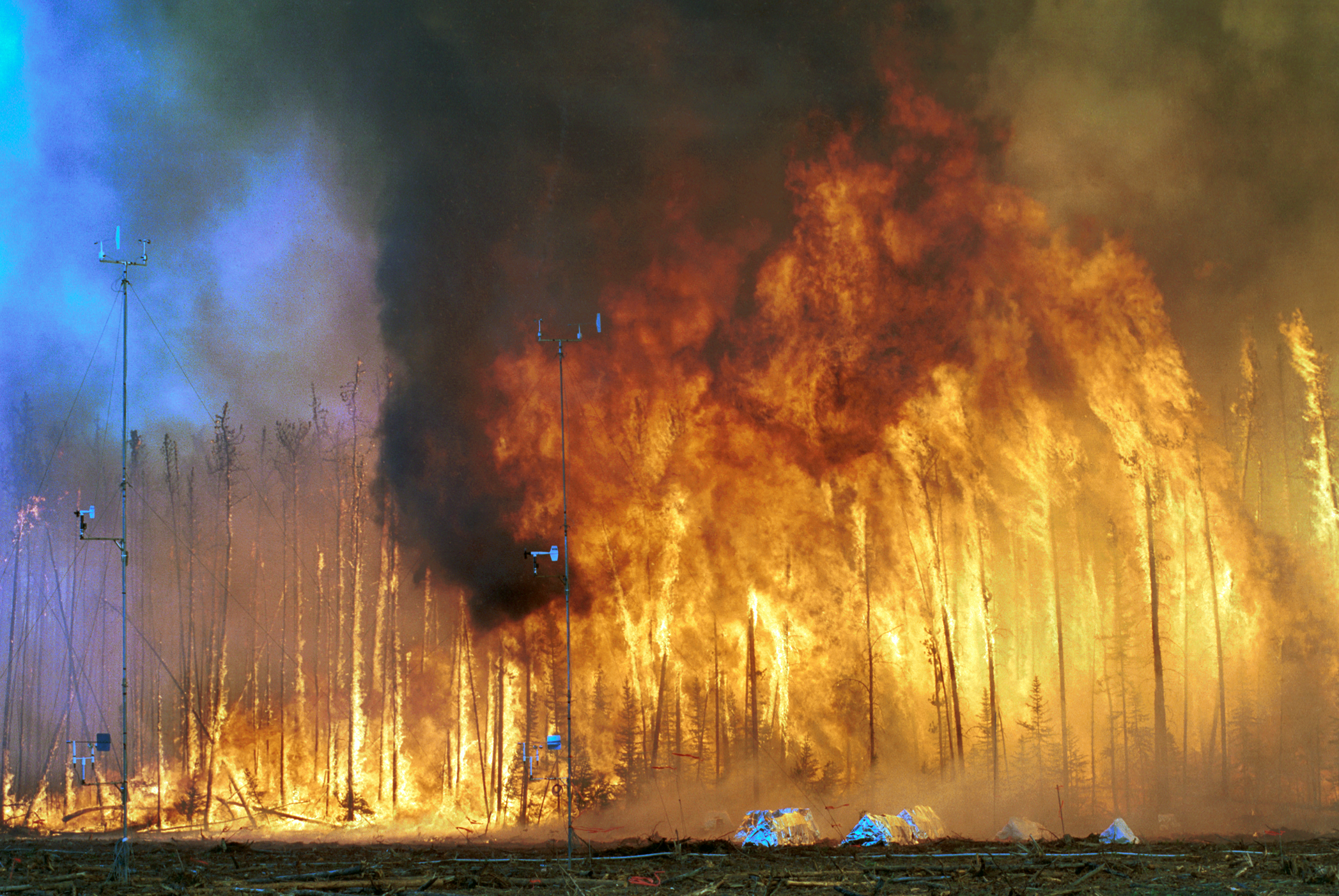
山火事の発生が更新を促す

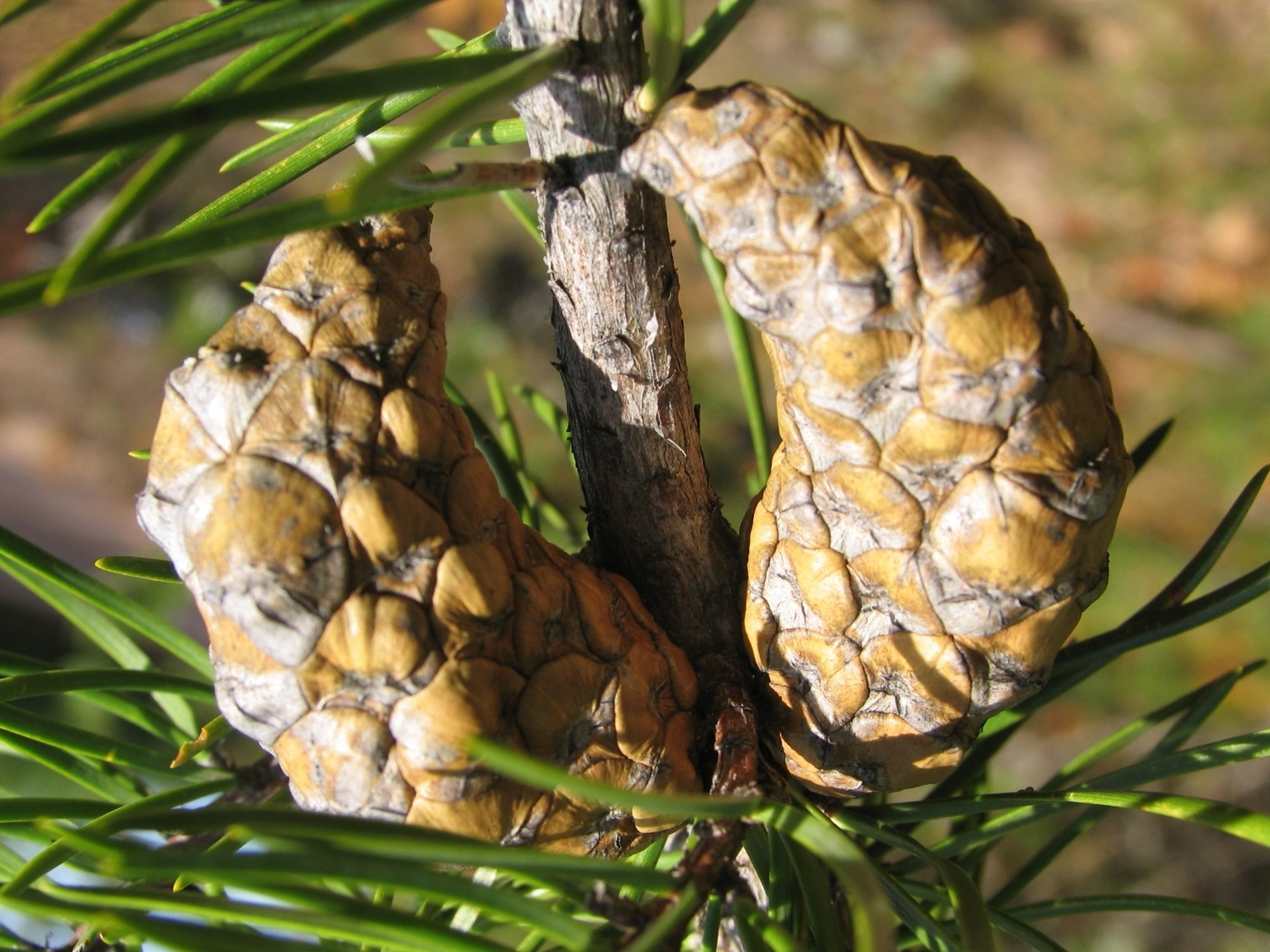
熟した球果。固く閉じられたままで火災を待つ

#### 開花と結実
蕾の形成は当年生の枝で行われる。ウィスコンシン州北部においては7月下旬から8月上旬に始まる。雄花の原基は7月上旬ないし中旬には形成されるが、雌花は8月まで形成されない。9月上旬までに雄花原基は約1 mmまで成長し、この大きさで冬を越す。春になると成長を再開し、花粉を飛ばす直前の5月中旬から6月上旬には約5 mmまで成長する。急激な成長は花粉の飛散とともに起きる。花粉の散布時期は天気に左右されるために年によって大きな変動がある。
受精は受粉の約13カ月後に起こる。これは球果が最大のサイズになるころである。本種は花粉を風に乗って飛ばす風媒花であり、普通は他個体の花と受粉をする（いわゆる他家受粉）。しかし25%以上、まれにもっと多い数の花が自家受粉してしまう。球果とその中の種が熟すのは受粉した翌年の成長期の終わりである。前述のように火災などの熱がない限り、この球果は開かず種子を散布することはない。球果は地上に落ちずに樹上に何年もとどまって、火災が発生するのを待つ。
樹皮の厚さは中程度でありそこそこの火災には耐えられる。
本種でとくに有名なのはその球果 (松かさ) の構造であり、強い熱を受けない限り開かないということが知られている。これは樹脂による接着のためで、50℃以上の強い熱に晒されると樹脂の接着がはがれて開く。このような条件になる典型的な例は火災である。しかしながら、低い枝に着く球果は気温が30℃程度で開くことも可能である。加えて気温が逆に-45℃以下に低下した時も球果は開く。これは球果を接着している樹脂の性質による。

#### 発芽と成長
他のマツ同様、発芽の時に子葉は地上に出てくる。好適条件下では大抵15日から60日かかって発芽する。しかし、中には100日以上かかるものもある。適度な水分がある森林の条件の場合、気温が18℃に達した時に発芽する。発芽には温度だけでなく光も関係していることが知られている。連続して光を照射した場合、16℃から27℃の範囲で正常な発芽が見られた。反対に光を遮断すると全ての温度において発芽率が著しく減少した。火災跡地や伐採跡地で適度に光を遮る切り株?(slash)や倒木は地表温度の上昇や乾燥を緩和して発芽に良い影響を与えていると考えられ、そのような場所では元気な苗が見られることも多い。
森林での条件において実生苗は最初の3年間は成長が遅いが、4年目と5年目には早くなり始める。1年生の苗木は樹高5 cm程度だが、2年目には15 cm、4年目には30-90 cmになる。人工林において2-0年の実生苗の早期生長はもっと早くmedium sitesにおいては年間30-45 cmも生長する。
本種は特定の成長条件下ではほとんどの他のマツよりも早くに花をつけることが出来る。苗床で最適な条件に近い成長条件で生育させたところ、ごくわずかな割合ではあるが播種後僅か12ヶ月で雌花を形成することが出来た。一方で雄花は同じ条件で実験しても4年生になるまで誘導できなかった。個体間の距離を2.4 mに設定した若い人工林では最初の8年間で1 haあたり286万粒もの充実種子（虫食いやシブダネ、シイナではなく健全であり発芽できる可能性のある種子）を貯めることが出来る。天然状態では更地から更新したような開けている場所の場合で5年生から10年生ぐらいで花をつけ始める。林冠が閉塞しているような場所だともっと遅い。
本種は天然の条件下では挿し木や接ぎ木等の無性繁殖を行うことはないが、これらの方法でも増やすことはできる。さし木では若い個体から挿し穂を作るとよく発根するが、挿し穂(ortet)の樹齢が上がるとともに発根率は急速に低下するという報告がある。4年生の実生苗から作った挿し穂は75%が発根した。しかし6年生のものでは7%、10年生になると5%しか発根しなかった。

### 気候
火災によって更新を計る本種であるが、若い個体は早春に起こる火災に弱い。厳しい乾燥によっても多くの個体が死んでいき、特に粗雑な土壌（coarse soils）で顕著な被害がでる。ミネソタ州北部で約4ヶ月に渡る冠水が起きた結果、樹高1.5 m以下の全ての個体、および樹高1.5-3.7 mの個体でも55%が枯死した。

### 土壌
土壌は発芽の出来を左右する大事な要素である。ミネソタ州北部において、土壌の違いによる発芽率の違いを比較した。本種の林を全部伐採したところと一部伐採したところの2か所で発芽率を調べて土壌ごとに平均すると、ミネラルに富む土壌では60%、腐植(duff)の焼けた土壌では49%、腐植を取り除き日陰にした場所では47%、腐食に何も手を加えなかったところでは17%だった。群落を構成する他の樹木は本種の発芽、成長、生存に影響を与え、これはアレロパシーの影響ではないかという見方がある。苗木にとって最適な条件はミネラル豊富な土壌であり、火災で競合種が壊滅的な状態になった場所である。地下水面(water table)は高く、少しの日影があるとよい。

### 他の植物との関係
乾燥気味からやや湿った場所では次のような樹種と混生する。Quercus ellipoidalis、Q. macrocarpa、レジノーサマツ (Pinus resinosa)、Poplus grandidentata、アメリカヤマナラシ (P. tremuloides)、アメリカシラカンバ (Betula papyrifera)、Quercus rubra、ストローブマツ (Pinus strobus)、アメリカハナノキ (Acer rubrum)、バルサムモミ (Abies balsamea)、シロトウヒ (Picea glauca)、クロトウヒ (P. mariana)、アメリカカラマツ (Larix larcina)、Populus balsamifera。分布域の北限、北方林(Boreal forest)付近においては特にP. tremuloides、アメリカシラカンバ (B. papyrifera)、バルサムモミ (Abies balsamea)、クロトウヒ (P. mariana) などと混生する。もう少し南に行った北部の森林(northern forest)ではQuercus ellipsoidalis、レジノーサマツ (P. resinosa)、Poplus tremloides、B. papyrifera、バルサムモミ (A. balsamea)など種類が増える。これらの競合種はヤマナラシ類（Populus spp.、英名:aspen）、アメリカシランバ (B. papyrifera)、レジノーサマツ (P. resinosa) を除けば本種よりも下層を占有することが多い。アメリカ合衆国北東部ならびにこれに隣接するカナダでは、前述の種に加えてQuercus alba、Prunus pensylvanica、Betula populifolia、アカトウヒ (Picea rubens)、リギダマツ (Pinus rigida)などとも混生する。
若い苗木は草本・木本を問わずに光を求めて競争を行う。本種は典型的な陽樹であり、光を遮られることはすぐに枯死に繋がってしまう。マニトバ州とサスカチュワン州の粘土質の土壌ではヤマナラシ類(Populus spp.)やハシバミ類(Corylus spp.)と競合するが結果は芳しくなく負けてしまうことが多い。マニトバ州の西部でも似た様な土壌でありここでは草本と競合する。
本種は生長してもほとんど林冠を閉塞させないので、林内は明るい。また、葉を落とすことにより土壌が酸性に傾く。このために日当たりと酸性土壌を好むブルーベリーが下層植生としてたくさん生えていることがある。

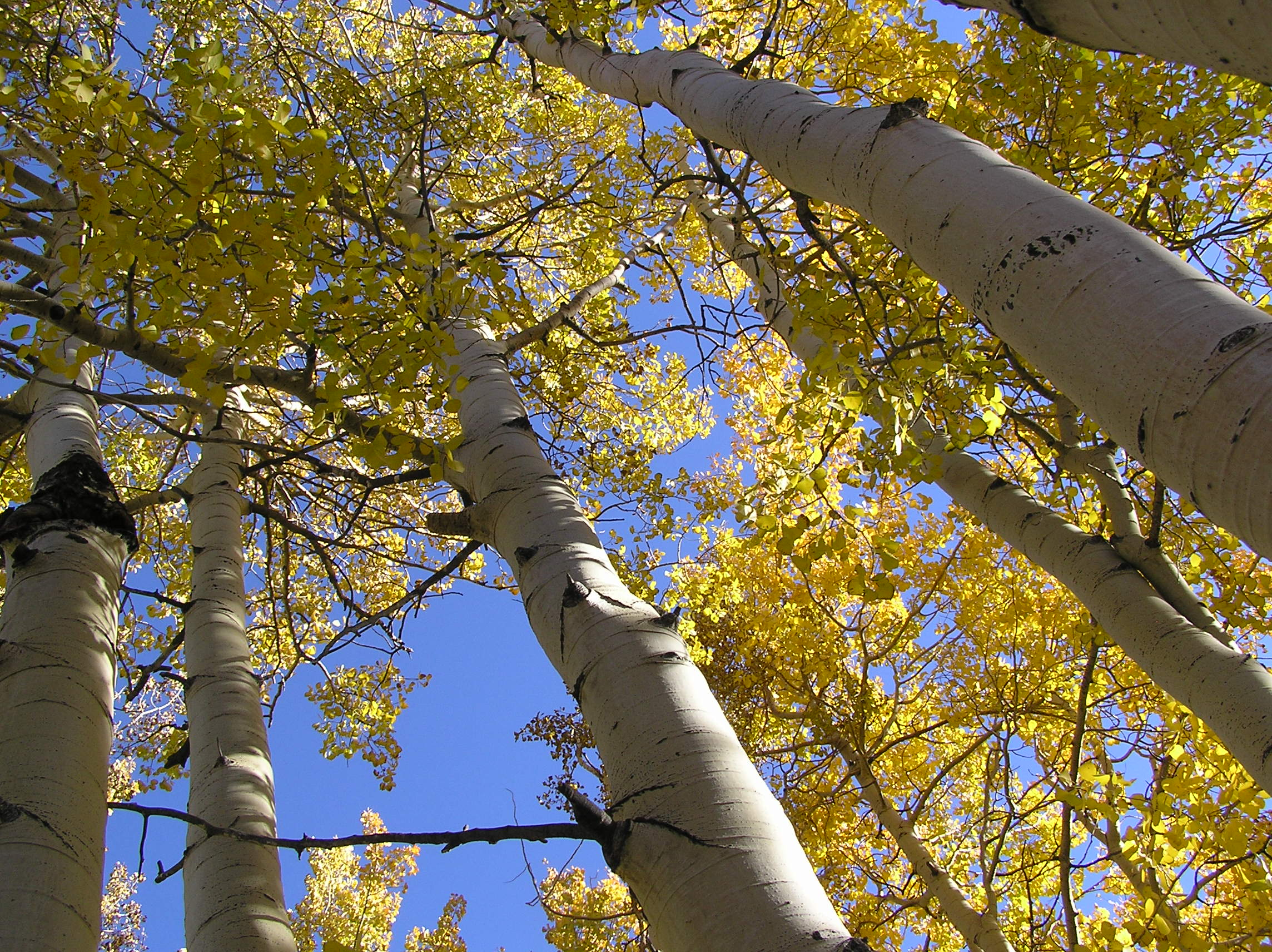
アメリカヤマナラシ Populus tremuloides低温耐性が高く分布域はほとんど重なる
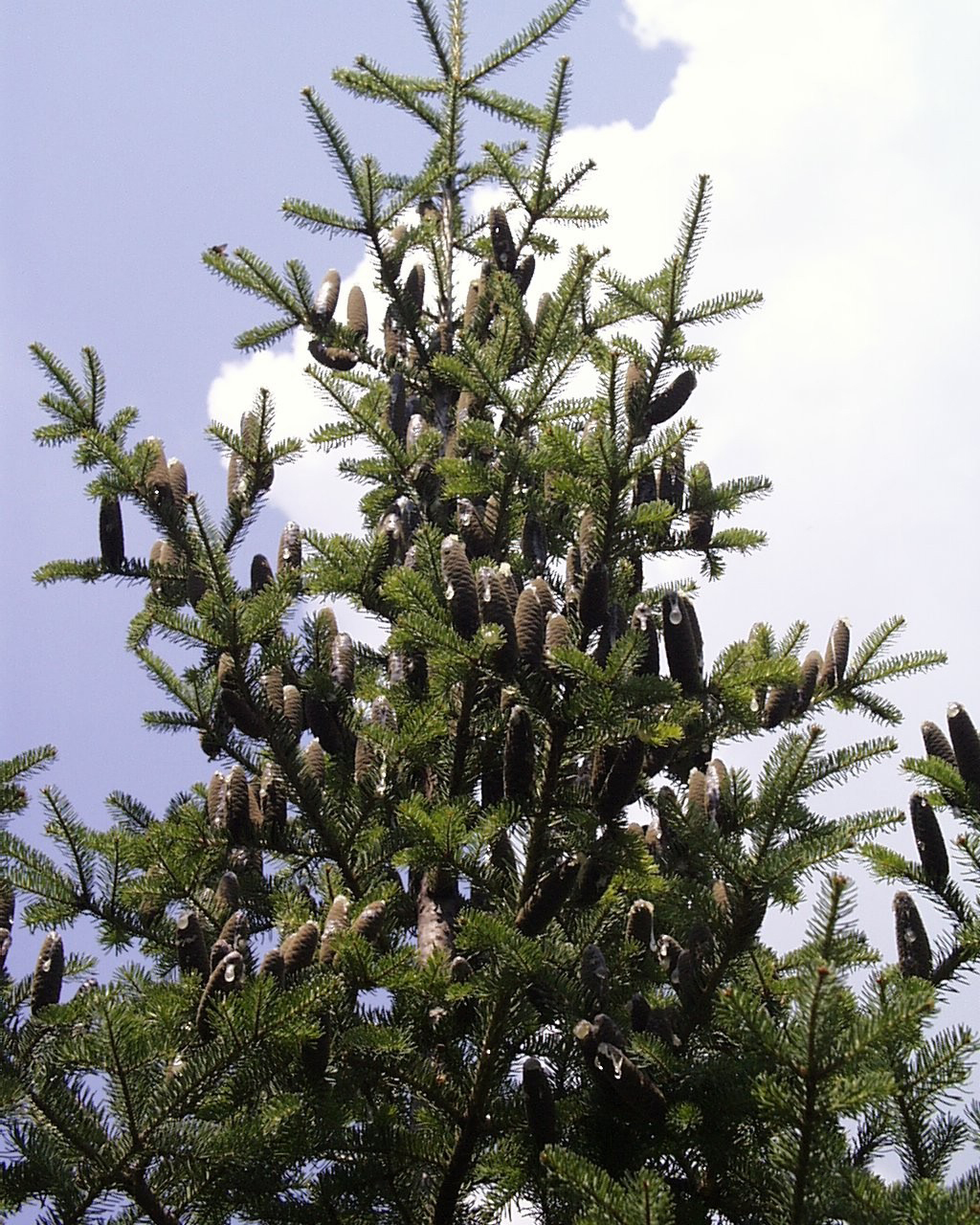
バルサムモミ Abies balsamea
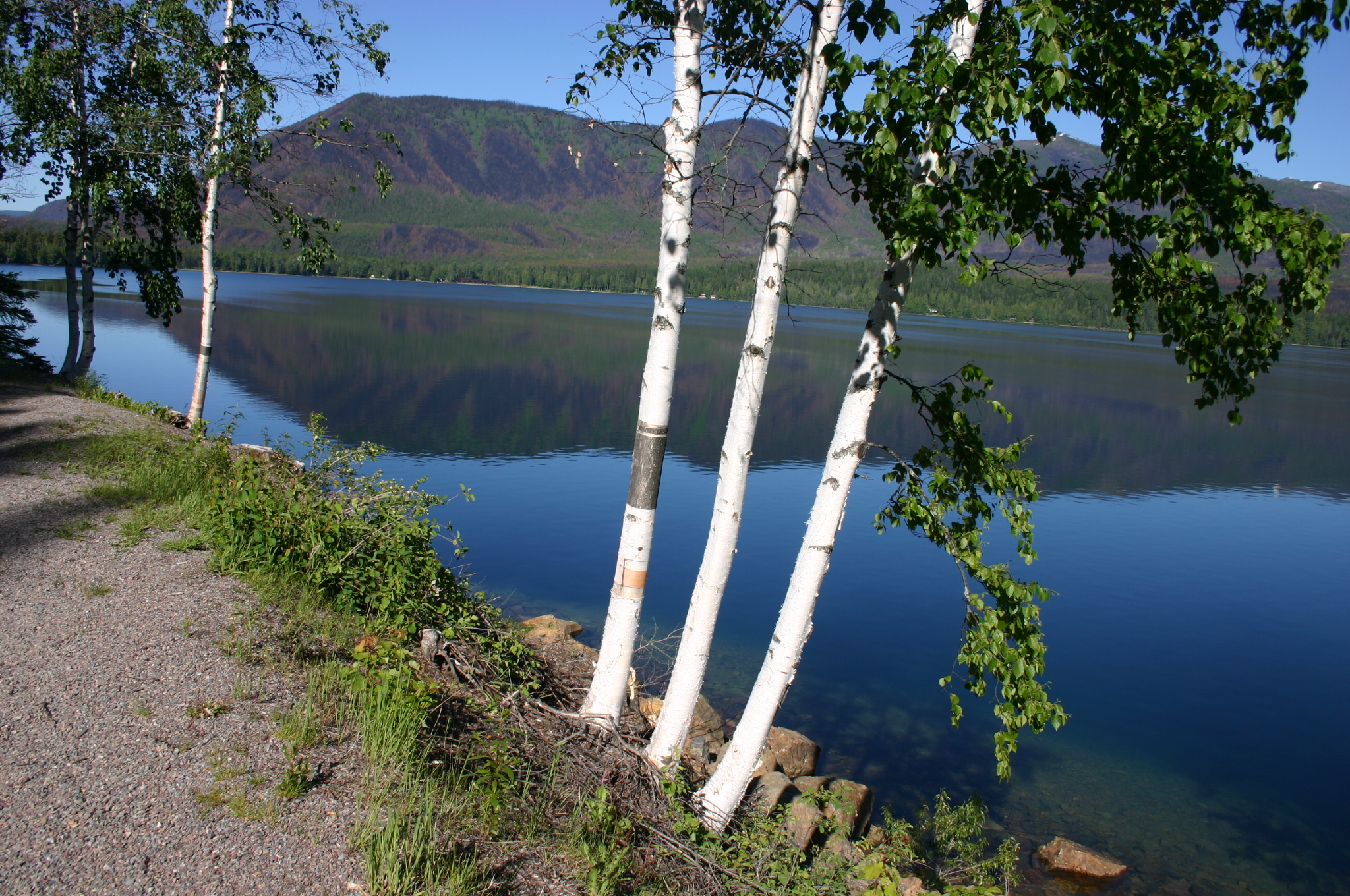
アメリカシラカンバ  Betula papyrifera
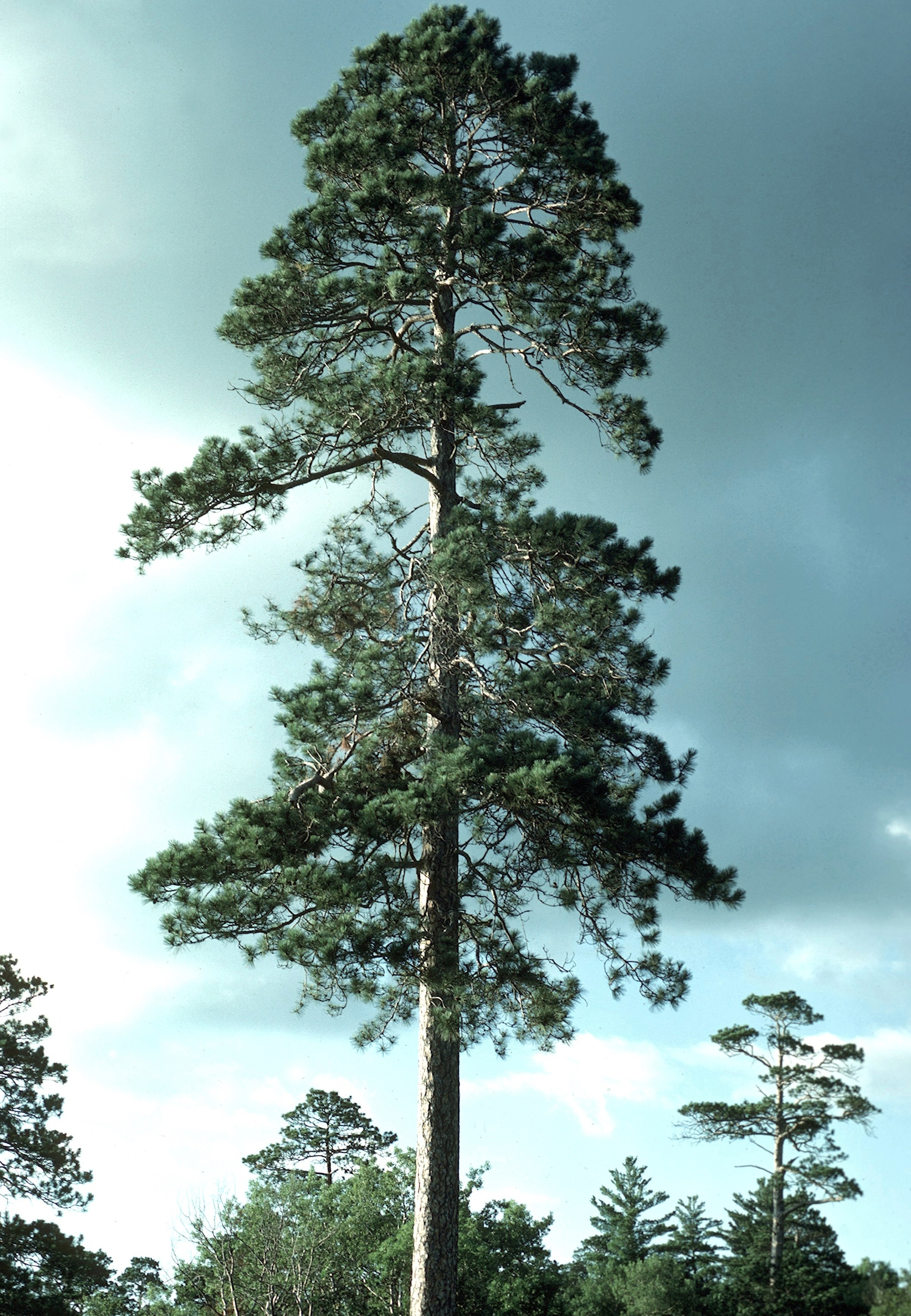
レジノーサマツ Pinus resinosa
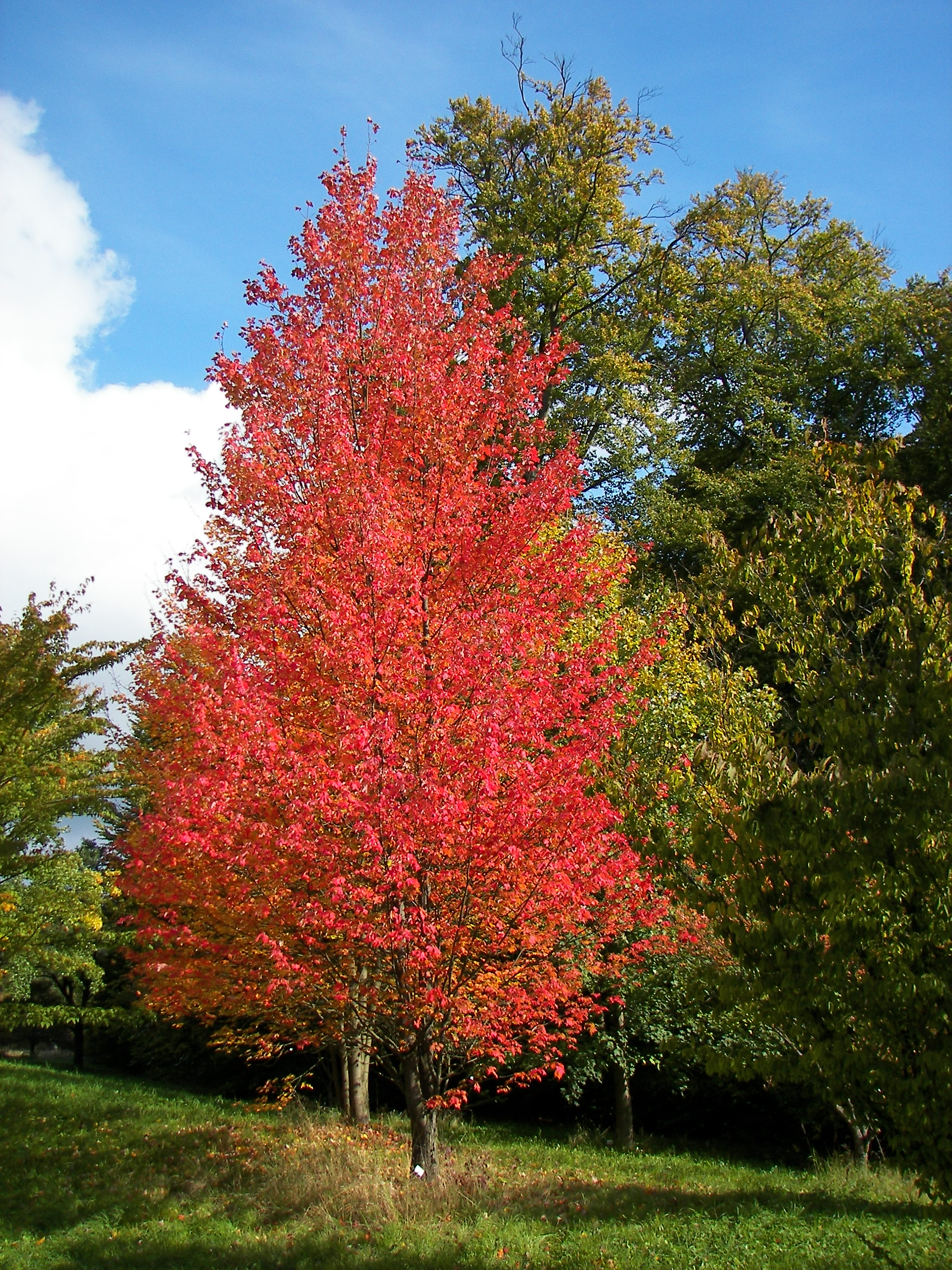
アメリカハナノキ Acer rubrum
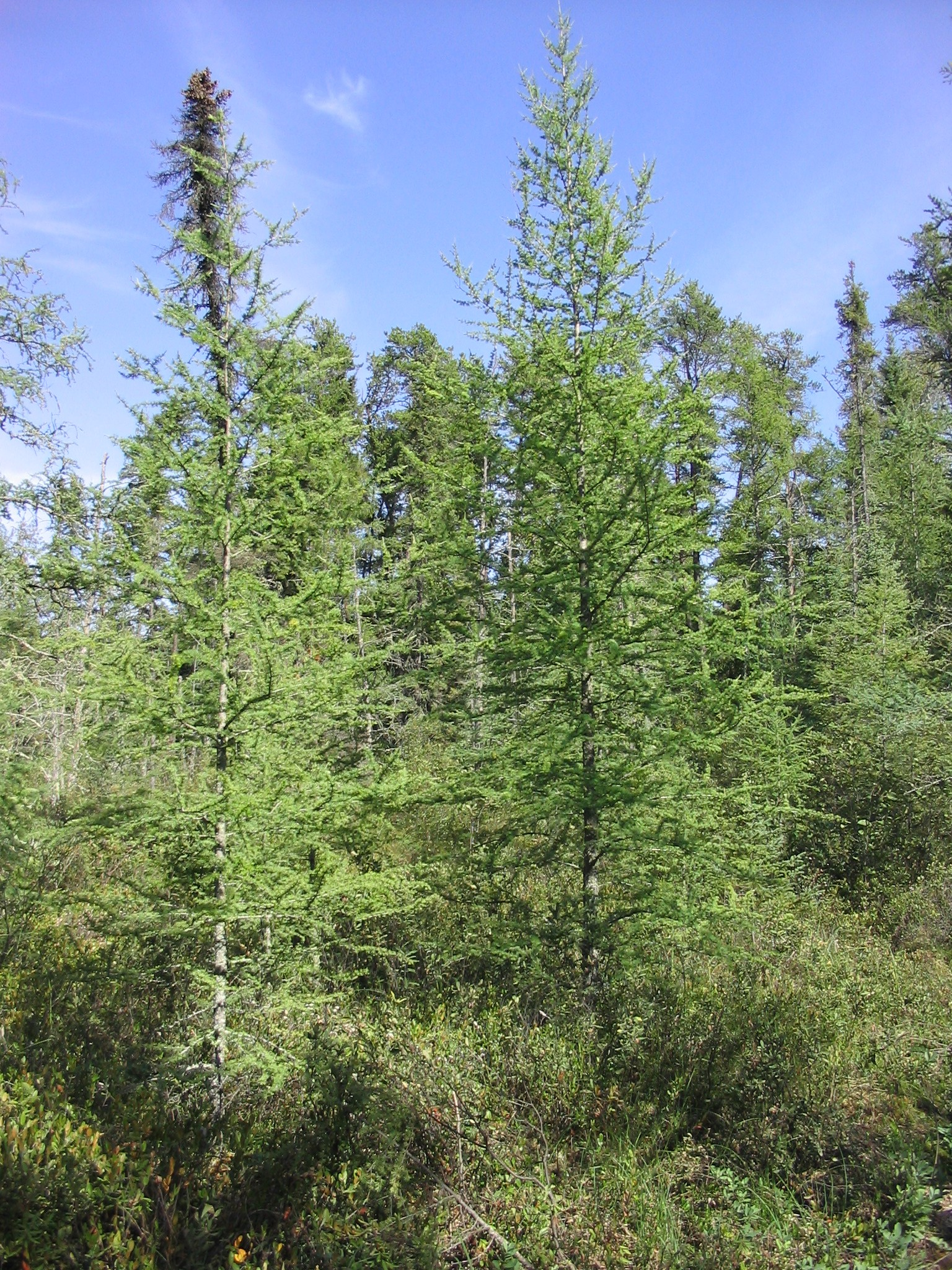
アメリカカラマツ Larix laricina
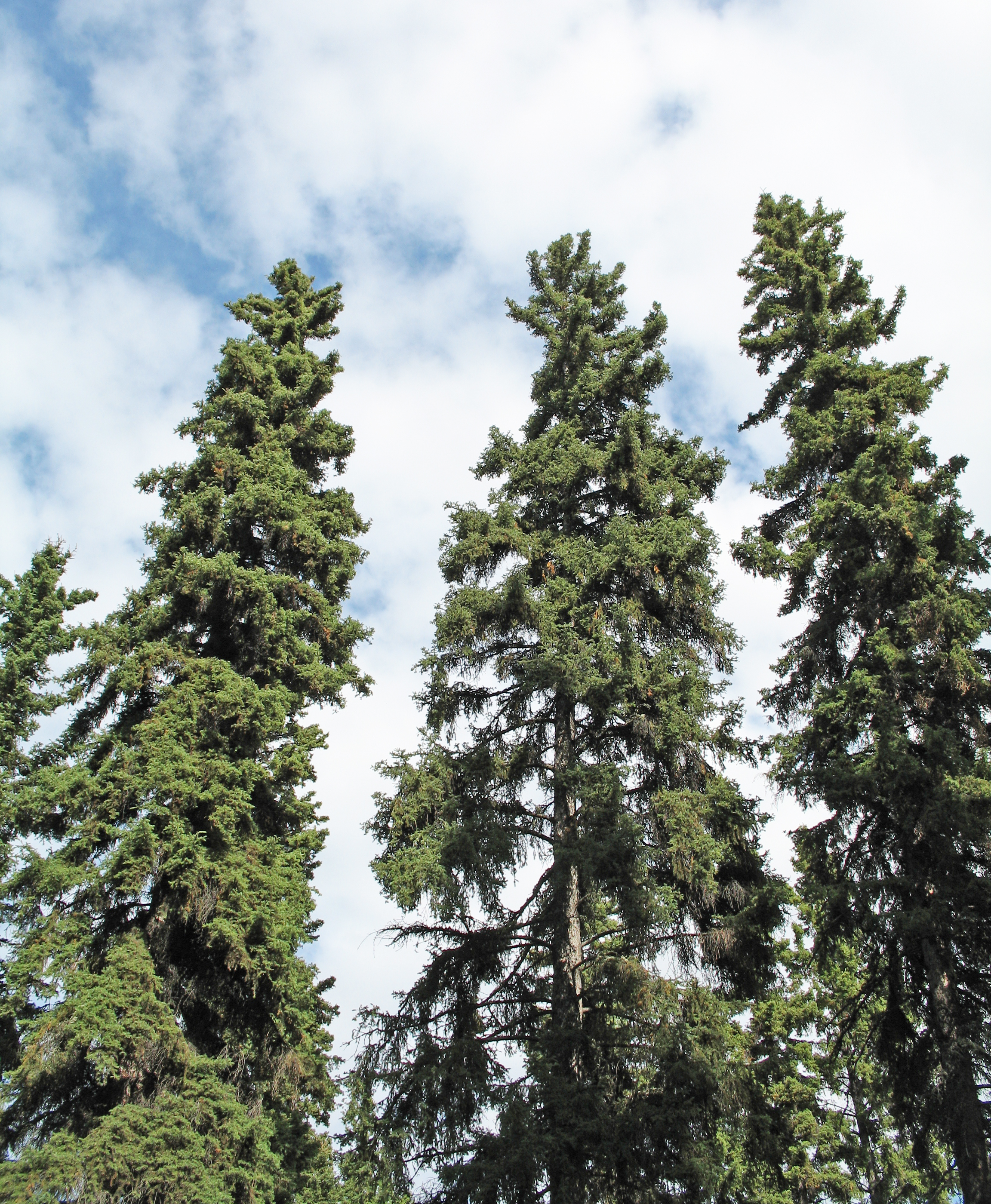
シロトウヒ Picea glauca
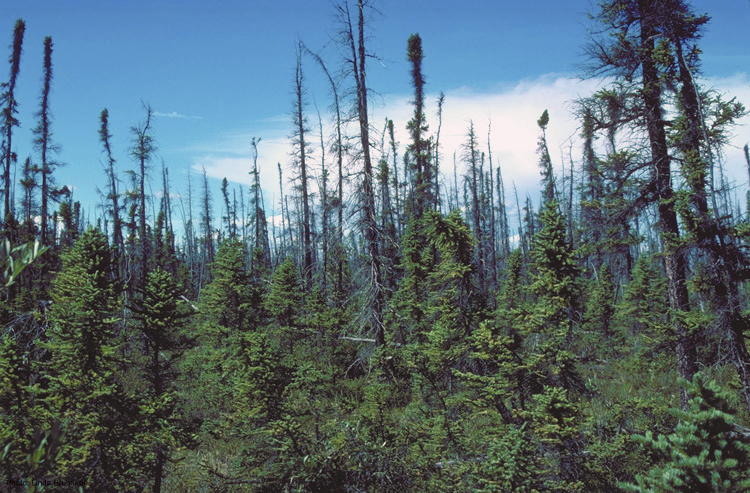
クロトウヒ Picea mariana アラスカにて
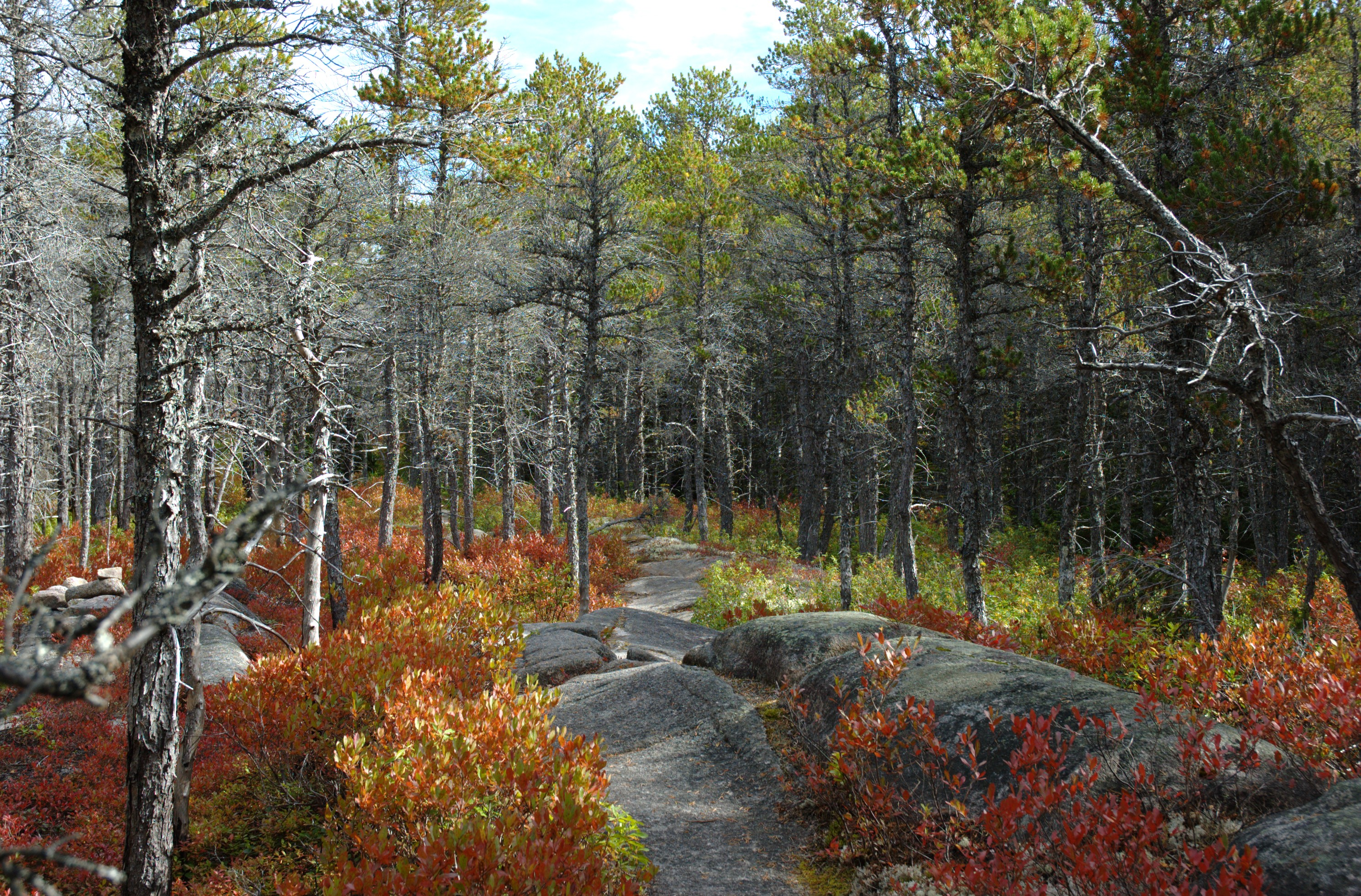
バンクスマツを上層木とする森林。林内は比較的明るい
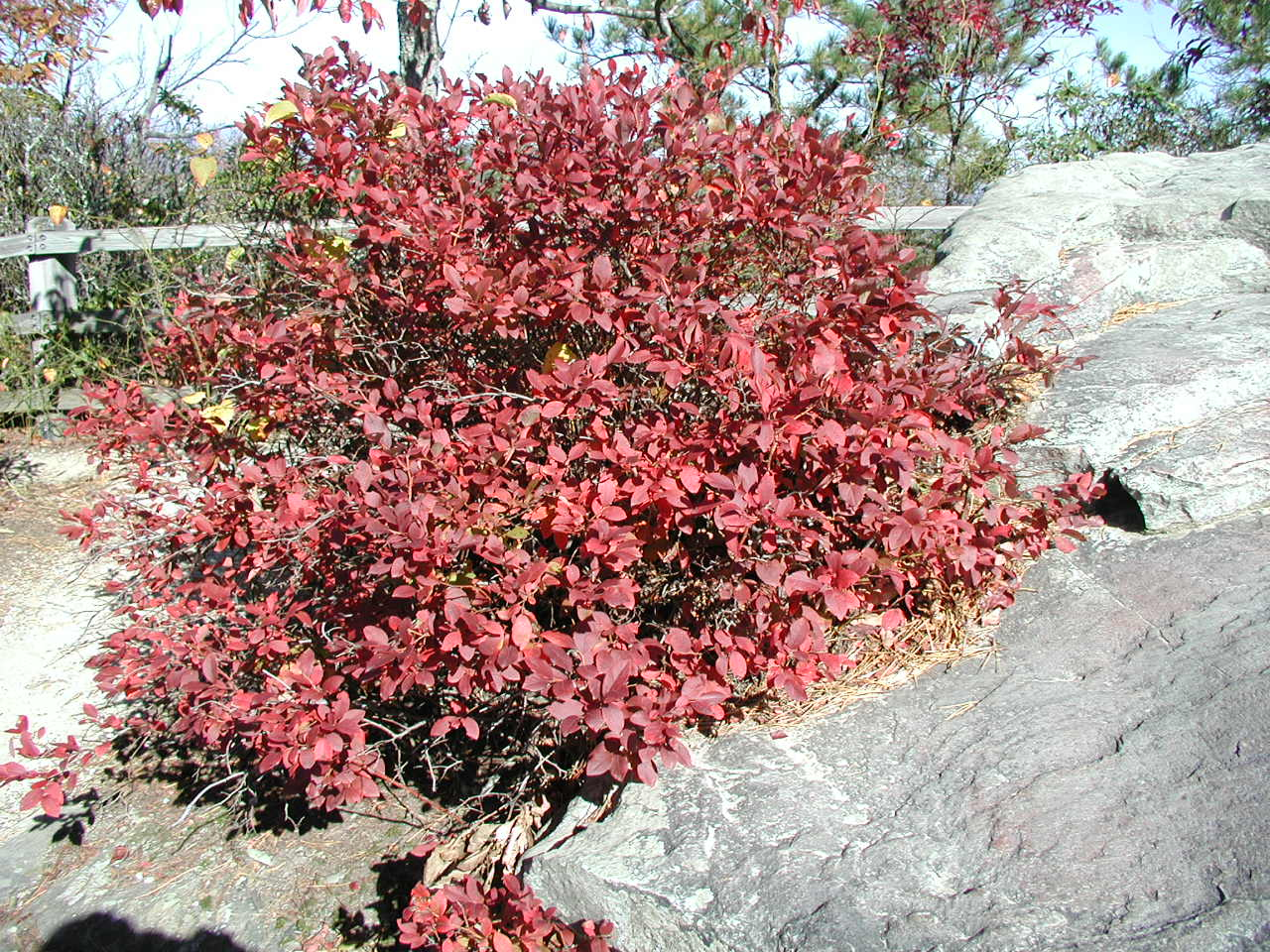
野生のブルーベリー。写真は紅葉したもの。

### 動物との関係
生息数が減少しているカートランドアメリカムシクイ (Dendroica kirtlandii) はミシガン州ロウアー半島 (Lower Peninsula) 北部のごく限られた地域にある本種の若い純林で繁殖する。山火事が発生すると人間に消火されてしまうので、本種が十分に更新できず、若い森林が形成されない。このために最近はある程度の面積を皆伐（全部伐採すること）と苗木の植栽を組み合わせることによってこの小鳥の住処を確保している。
マツを餌とする動物はたくさんおり、造林上の害獣となる種類も多い。オジロジカ (Odocoileus virginianus) は樹高2mぐらいまでの若い個体を枯死させることがある。カンジキウサギ (Lepus americanus)による食害は大きな被害をもたらすこともあり、特に胸高直径4 cm未満の若い個体が密集していると激害になることがある。動物による食害の中でも特に被害の大きいのが、アメリカアカシカ (Cervus canadensis、北米でエルクといった場合はヘラジカではなく本種を指す。)によるもので幹や低い場所に着く枝の樹皮を剥いで食べてしまうことでカナダのマニトバ州西部などでは深刻である。樹皮を剥がされた個体、特に環状に樹皮を剥がされると、本種に限らず枯死してしまうことはよく知られており、「巻き枯らし」と呼ばれる。ヤマアラシによる食害は樹齢の高い林地で広範囲に当たり被害をもたらすことがある。

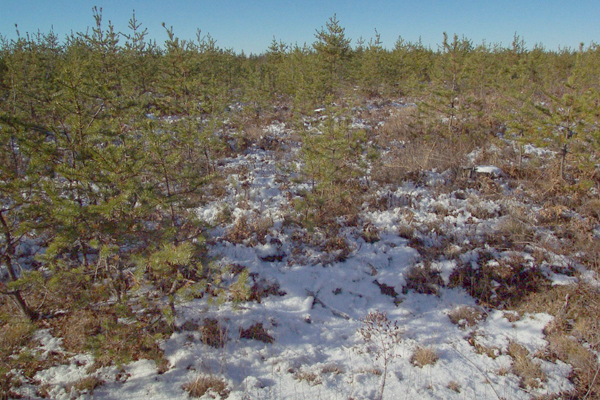
典型的な陽樹であり更地を好む。
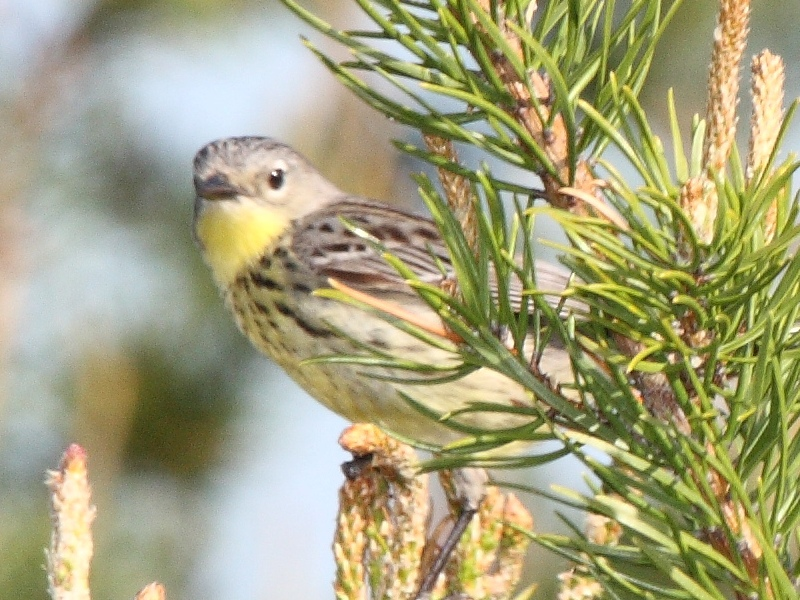
カートランドアメリカムシクイ Dendroica kirtlandii のメス。
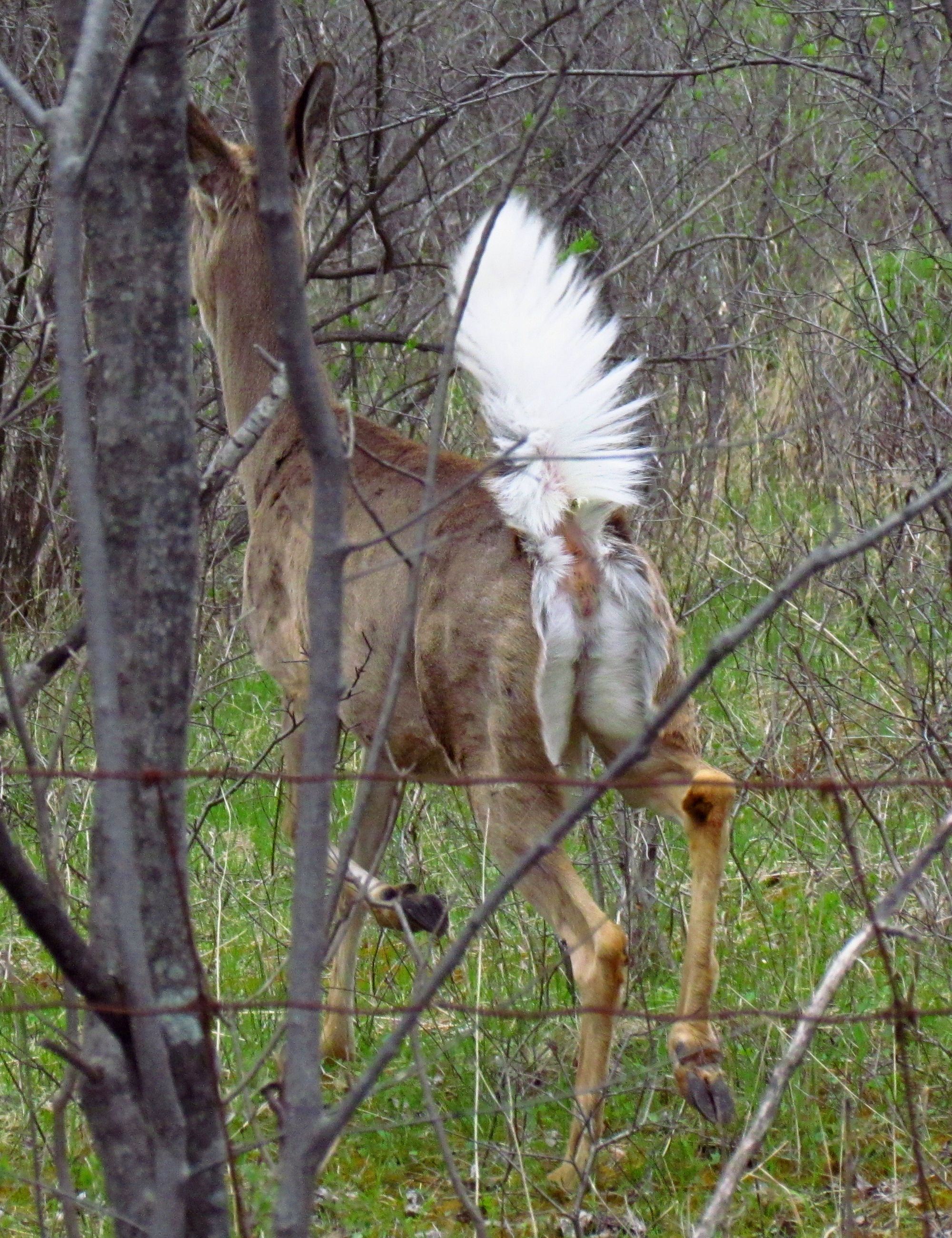
オジロジカ Odocoileus virginianus 名の通り尾が白い
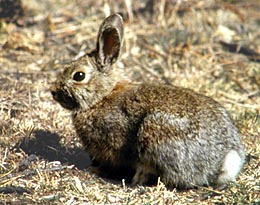
カンジキウサギ Lepus americanus

### 昆虫との関係
たくさんの昆虫がマツの様々な部分を食べて、生存を左右する。以下に主な昆虫を挙げる。
根を穿孔してしまう昆虫はゾウムシの仲間である Hylobius pales、H. radicis、H. rhizophagus、H. warreniなど。枝や幹を穿孔してしまうのはゾウムシの仲間 Pissodes approximatus、P. storobi, やアリの仲間 Formica exsecoides など。
葉を食べるものとしてはマツノキハバチ (Neodiprion sertifer)、N. pratti banksianae、N. swainei、N. lecontei, N. dubiosus, N. nanulus nanulus, Diprion similusなどがおり、これらは皆ハバチの仲間である。 他にもコガネムシの一種Anomala obliviaや、ガの仲間Pococera robustellaがいる。Argyrotaenia tabulana、Exoteleia pinifoliella、Zelleria haimbachiなどは針葉に潜り込んで葉を食べる。このために英語ではneedle miner (意訳：針葉の炭坑作業員)などと呼ばれる。
根を食べるものにはコガネムシ科コフキコガネ亜科のPhyllophaga spp.を中心に、 Cecidomyia reeksi, C. piniinopisなどがおり、カイガラムシには Nuculaspis california、Chionaspis pinifoliae、Toumeyella parvicornis、Aphrophora parallela、A. saratogensis、Pineus coloradensisなどがいる。

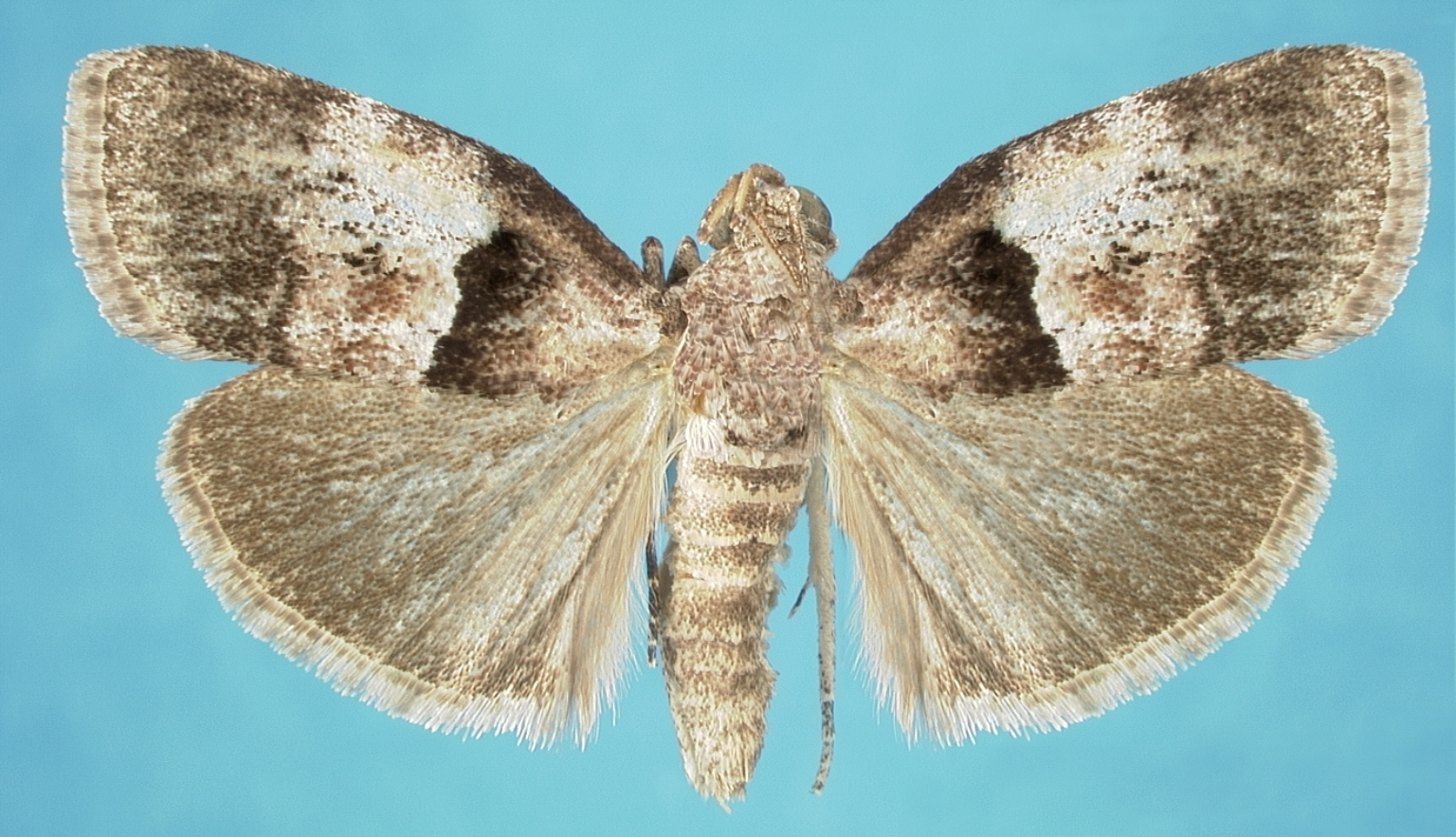
Pococera robustella の成虫
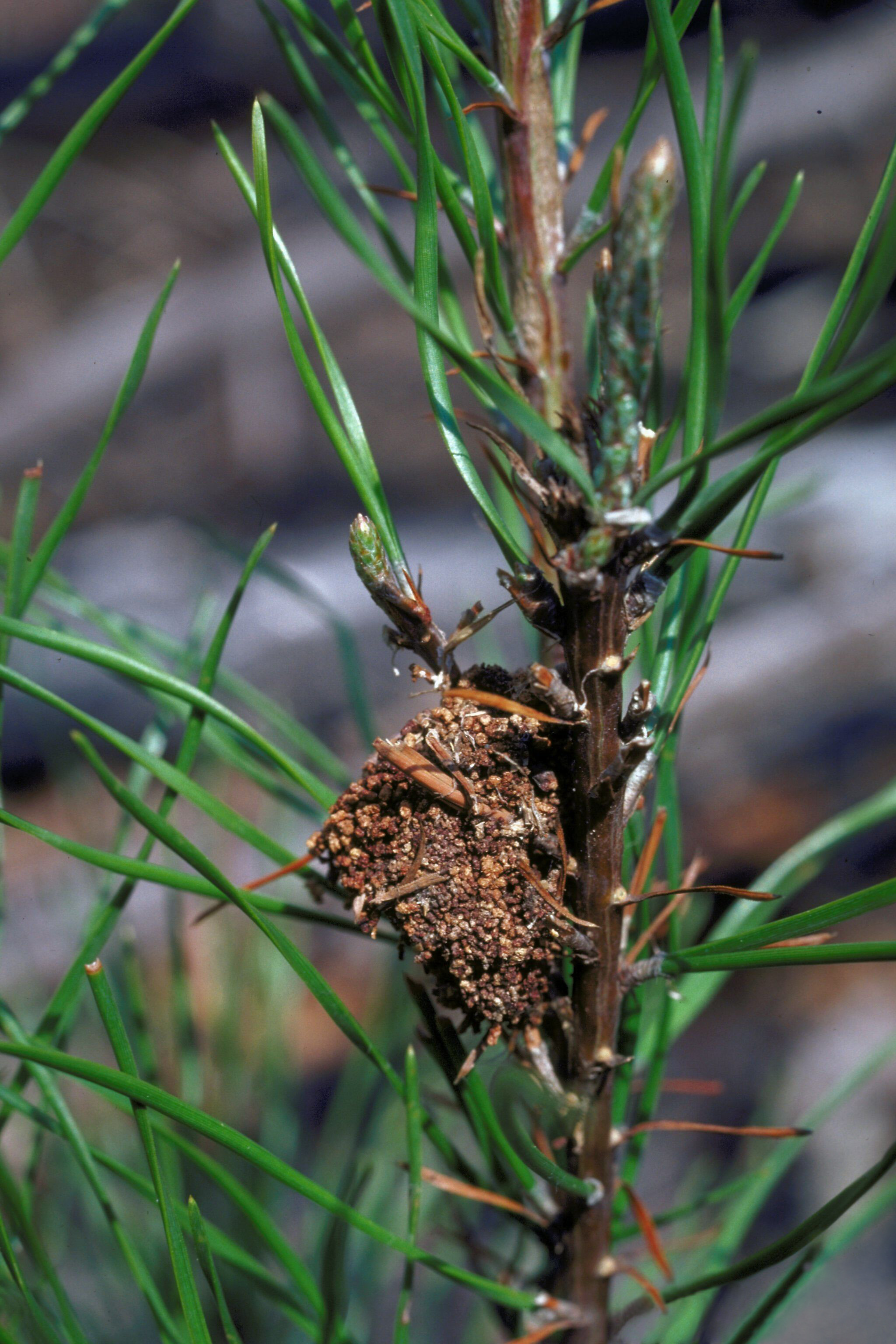
Pococera robustella の幼虫は成長すると巣を作り、そこに潜む。
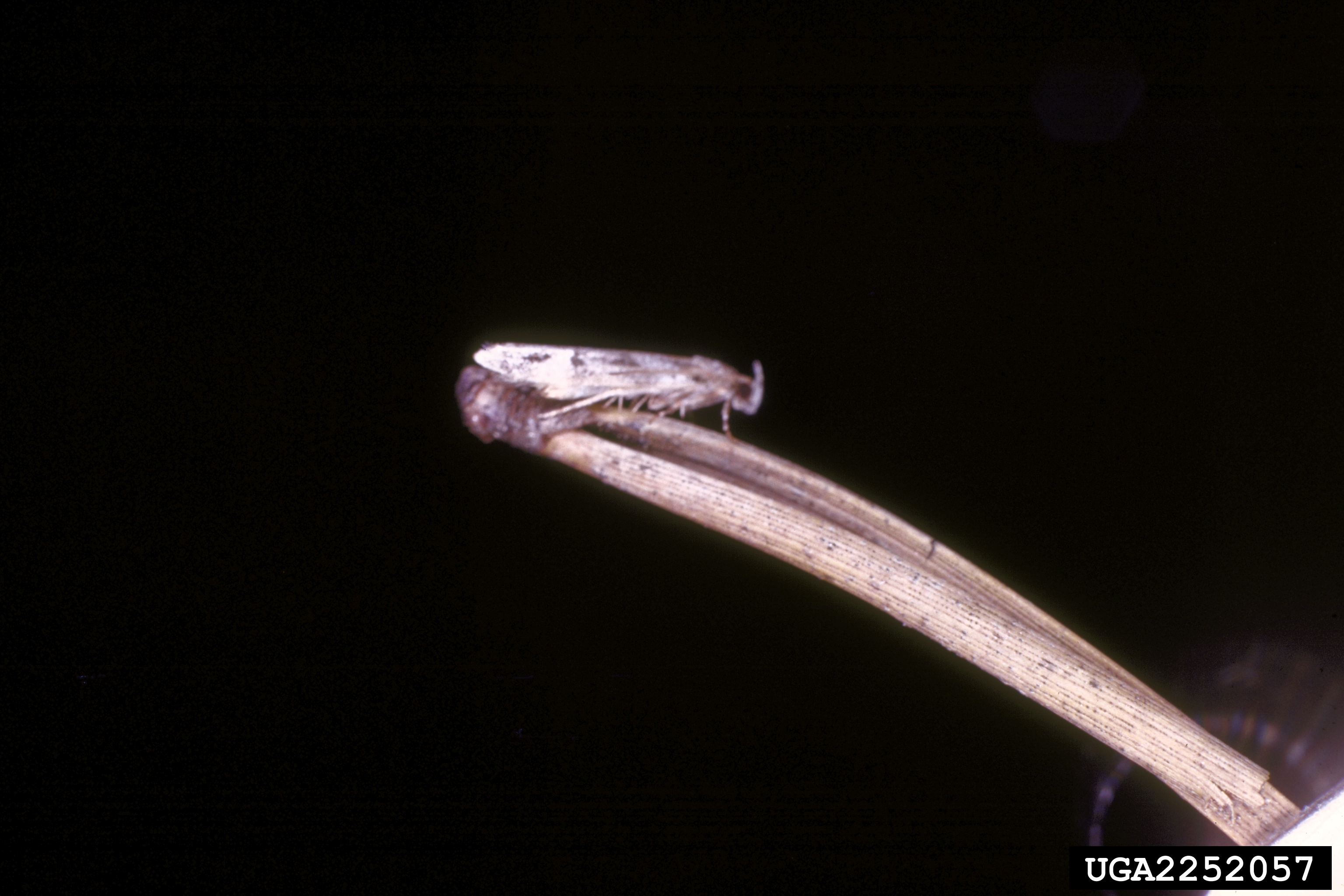
Zelleria haimbachi の成虫
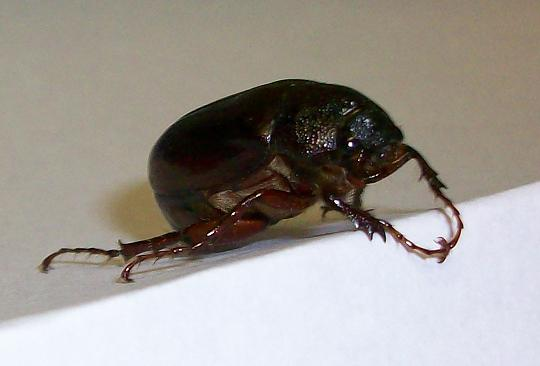
Phyllophaga 属の一種。根を食べる。

### 微生物との関係
他の多くのマツと同様、いくつかのキノコと共生し菌根を形成することが知られている。菌根の形成により、水分や栄養分の吸収能力の向上、菌糸の生産する化学物質による病原菌からの保護などが利点として考えられている。一方でいくつかの菌類はマツに寄生し、病原性を発揮する。Phellinus pini、カイメンタケ (Phaeolus schweintzii)、 ツガサルノコシカケ (Fomitopsis pinicola) 、ナラタケ (Armillaria mellea)やマツノネクチタケ (''Heterobasidion annosum) である。特にカイメンタケやマツノネクチタケが引き起こすものは根株心腐病、ナラタケが引き起こすものはならたけ病といい、本種に限らず多くの樹木で問題になる。
本種が若い時にかかる主な病気には以下のようなものがある。葉のさび病はColoosporium asterumが原因であり、発症すると落葉する。Diplodia pineaやSircoccus strobillnusや苗床にいるような若い個体で胴枯病（blight）を引き起こす。Gremmeniella abientinaが引き起こす腫瘍病（en:Scleroderris canker）は苗床や若い植林地で大きな被害をもたらし、この病気に対応する術を持たなかった時代には激害地に植林すると平均40%あまりの苗木がこの病気で枯死していた。この病気は針葉の付け根を黄色くするのが外見的な特徴である。なお、同じ菌による病害は日本でも問題になっている。特に北海道のトドマツ (Abies sachalinensis) で問題になっており、トドマツ枝枯病の名を持つ
本種は成長が阻害される程度から、大量死を招くものまで様々な種類のさび病に感染しやすい。これらは苗床で蔓延することが多い。Croartium comptoniaeが引き起こす発疹さび病(Sweet fern Blister Rust)は時に多くの苗木を枯死させる。この菌はマツとヤマモモ科の低木 Comptonia peregrina (英名：sweet fern) との間で交互に感染して過ごす。この病気は年取った個体には影響を与えない傾向がある。もっと流行しているのはC. quercuum を原因としナラ類と交互に感染するさび病で英名をEastern Gallという。酷い時には50%近くの苗木がこの病気に感染し、幹に瘤(gall)を形成して多数枯死してしまうことがある。ミネソタ州ではC. colesosporioidesによるcankerも多発している。サビキンの仲間には前記のように2種類以上の植物に交互に感染して過ごすという生活環を持つものが多いが、Endocronartium harknessiiはマツからマツへと感染することが出来る。この菌による病気はWestern Gallと呼ばれる。このような菌は早期に蔓延してしまうことが考えられ、危惧されている。
コントルタマツとの雑種は発疹さび病 とEastern Gallに対する感受性が純粋なものよりも高くなることが確認されている。

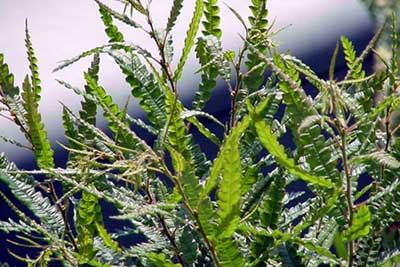
ヤマモモ科のComptonia peregrina、サビキンの一方の宿主である
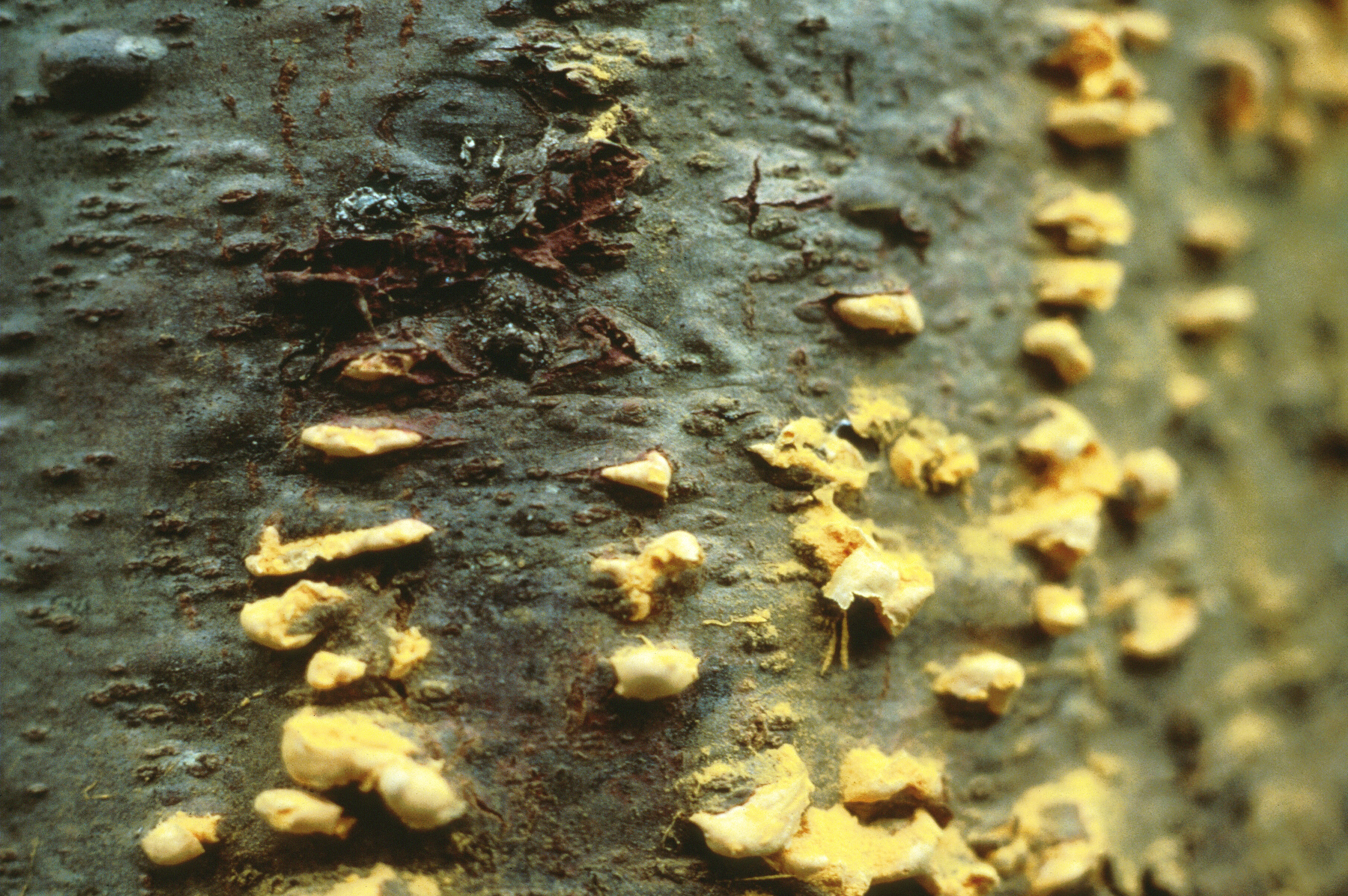
発疹さび病を発病したモンチコラマツ P. monticola。本種に発生するものとは原因菌が違うが症状としては同じようなものである。
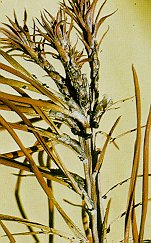
重大な病害Scleroderris canker。色々な針葉樹に発生する
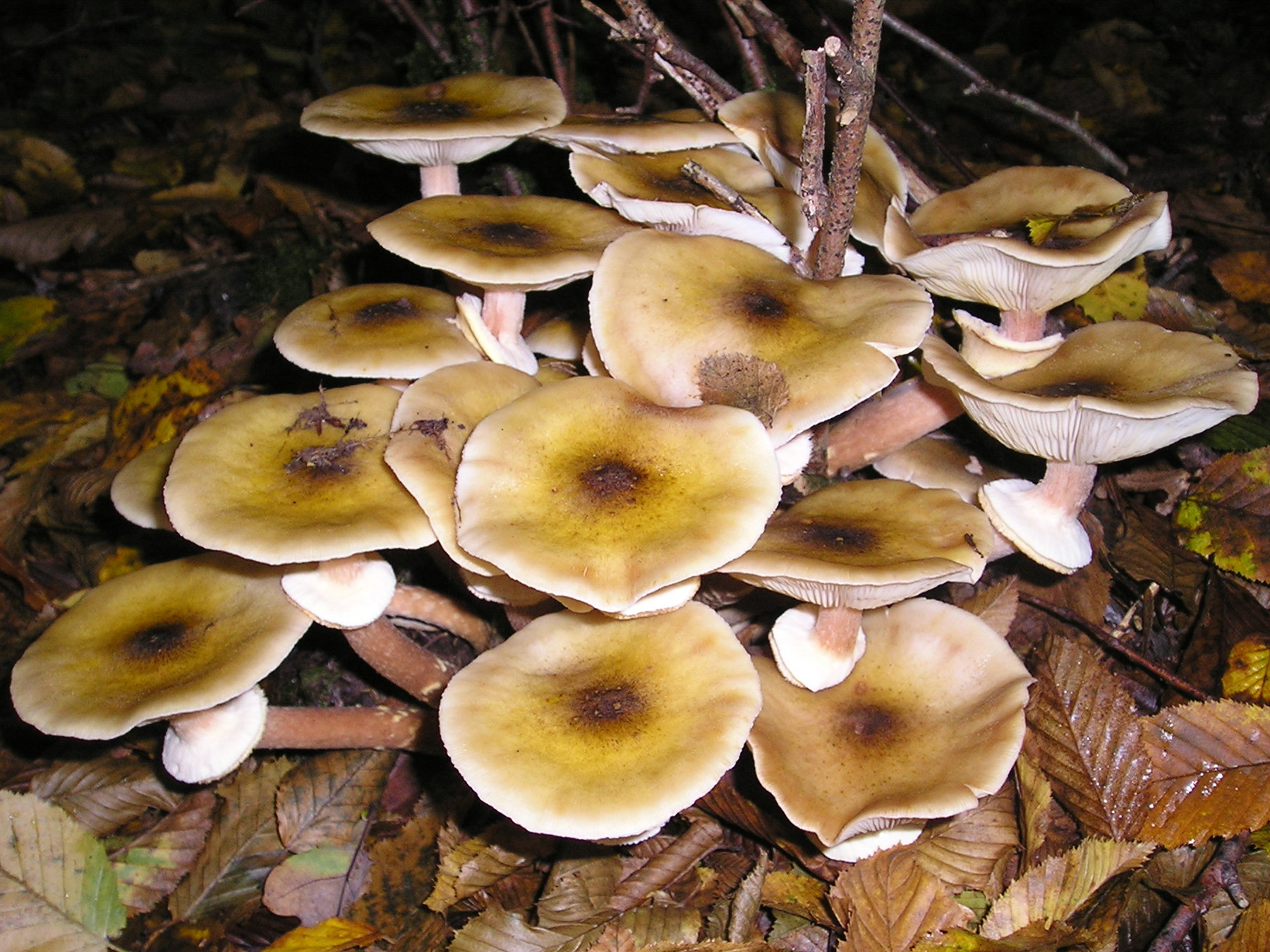
ナラタケ Armillaria mellea　は優秀な食用菌としての面と森林病原菌としての面を持つ
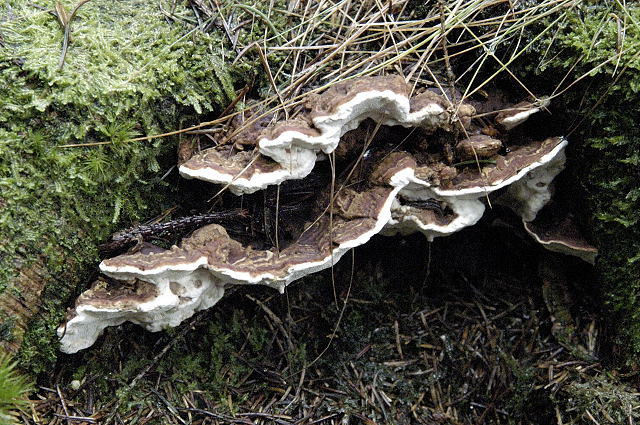
マツノネクチタケ Heterobasidion annosumは多くの針葉樹を腐朽させる
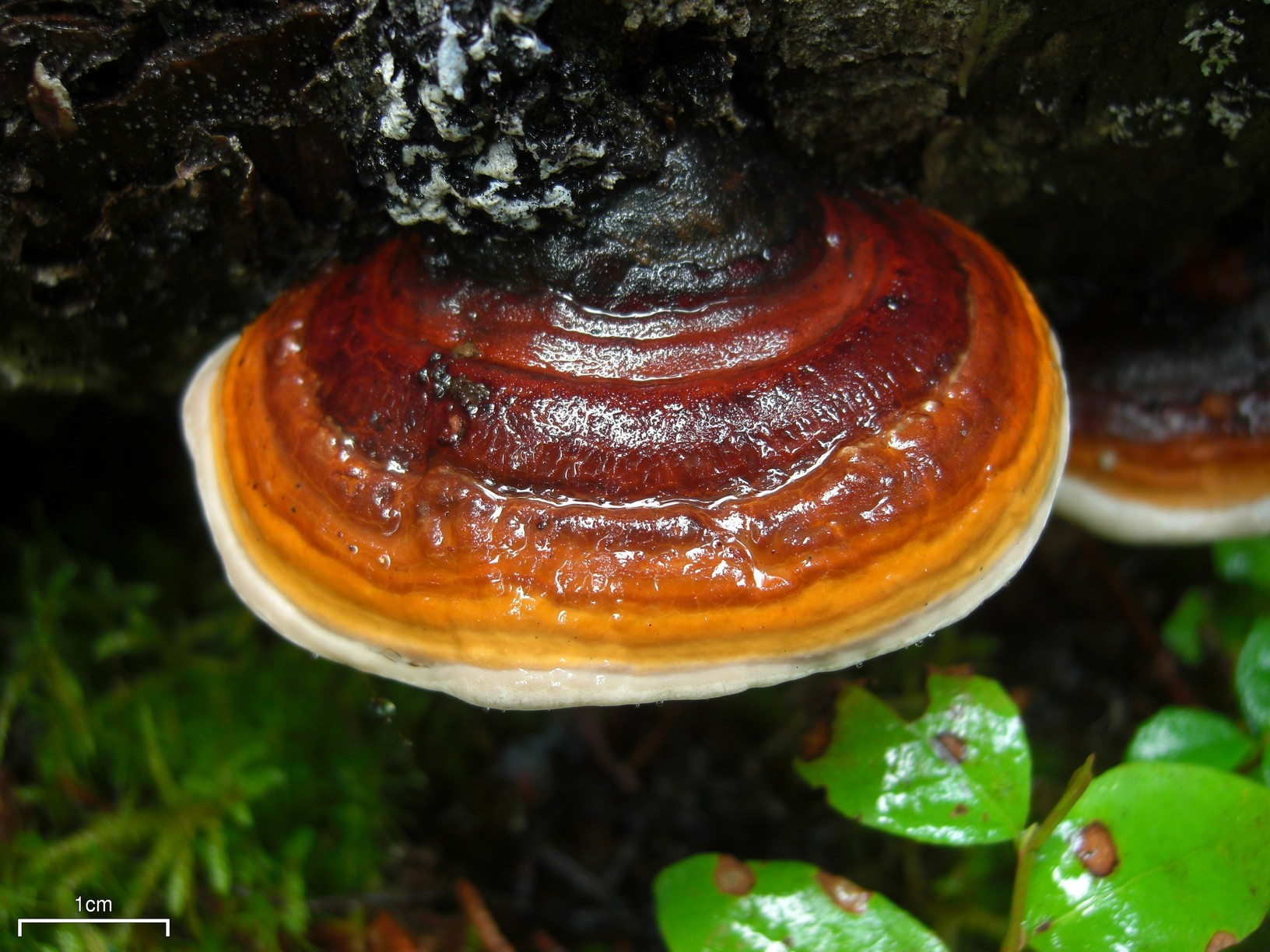
ツガサルノコシカケ Fomitopsis pinicola
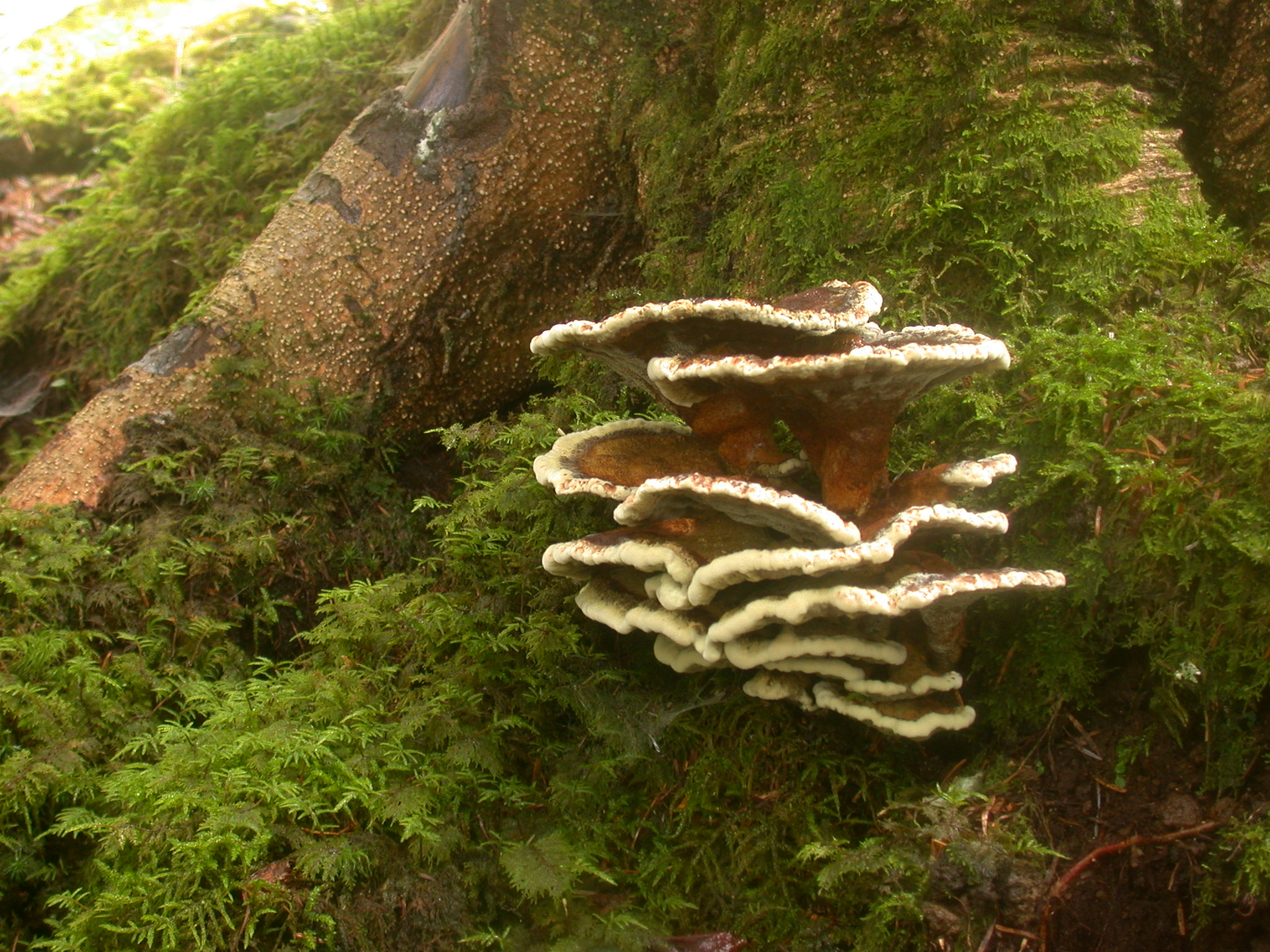
カイメンタケ Phaeolus schweintzii

## 利用
他のマツと同じように、木材として使われる。本種の木材は瘤による変形が多く、腐朽に対する耐性も高くない。このため木材としてだけではなく、粉砕してパルプや燃料とするなど、やや低級な使い方もされる。電柱に使われることもある。